# Maison d'Arenberg
Pour les articles homonymes, voir Arenberg.
La maison d’Arenberg recouvre :
- une maison médiatisée du Saint-Empire romain germanique, dont les membres portent les titres de duc et duchesse d'Arenberg et de prince et princesse et jouissent du prédicat nobiliaire d'Altesse Sérénissime (Durchlaucht, confirmé par la Confédération germanique le 13 août 1825) en leur qualité de Standesherren.
- une maison comtale dont les chefs ont droit au titre de comte illustrissime (Erlaucht, confirmé par la Confédération germanique le 13 février 1829).

## Histoire
Originaire d'Aremberg (dans l’Eifel, entre l'archevêché de Cologne, le duché de Juliers et le comté de Blankenheim), la Maison d’Arenberg influença la prise de décision politique (notamment dans les Pays-Bas méridionaux) et marqua l'histoire militaire, du Moyen Âge jusqu’au XIXe siècle.
La filiation ininterrompue de la Maison d'Arenberg débute avec « Heinrich » (Henri), « burggraf » de Cologne, à l'instar de son père, Gérard, de son grand-père Henri et de ses aïeux Franco II, Arnold, Franco Ier et Ulrich. Ce Heinrich souscrivit, en 1176, une charte de Philipp Ier von Heinsberg, archevêque de Cologne, en faveur du couvent de Rheindorf.
Son petit-fils, Éberhard II, comte d'Arenberg, burgrave de Cologne, fut un des signataires du traité d'alliance conclu en 1203 entre Adolphe Ier von Altena, comte de Berg, archevêque de Cologne, et le duc de Brabant Henri. Il épousa Adélaïde de Molsberg, comtesse de Freyberg, et mourut en 1229.
Il eut pour successeur Gérard, comte d'Arenberg, burgrave de Cologne, qui épousa Mathilde de Holte, sœur de Richard, archevêque de Cologne.
Jean, comte d'Arenberg, son arrière-petit-fils, épousa Catherine, comtesse de Juliers, dont il n'eut qu'une fille, Mahaut ou Mathilde, héritière de la souveraineté d'Arenberg.
En 1298, Mathilde d'Arenberg, dernière porteuse du nom, menacée de surcroît par les visées du prince-archevêque de Cologne (qui avait déjà séquestré les biens familiaux à Cologne) épousa son cousin, le comte Engelbert II de La Marck. De ce mariage, vont naître six branches familiales, à savoir les ducs de Clèves, Juliers, Berg et Ravensberg, les ducs de Nevers, les seigneurs et comtes d'Arenberg sensu stricto, les comtes de Rochefort, les seigneurs puis ducs de Sedan et de Bouillon, les barons de Lummen, comtes de Schleiden…
Le 18 août 1547, Marguerite de La Marck-Arenberg, sœur de Robert III de La Marck-Arenberg, mort sans postérité, épousa Jean de Ligne, baron de Barbançon. De ce mariage est issue la troisième maison d'Arenberg qui subsiste encore de nos jours.
Le baron Jean de Ligne était issu de la maison de Ligne, une des plus anciennes et des plus illustres maisons du comté de Hainaut, dont il était un des pairs ou premiers barons. Elle tire son nom de la ville de Ligne (Belgique), distante de deux lieues d'Ath et de Leuze, et située sur la Dendre. Son premier auteur connu, Dietrich, baron de Ligne, vivait dans le Xe siècle (Les Souverains du monde, t. II, p. 294). Les fastes militaires de l'Empire, des royaumes de France, d'Espagne et des Pays-Bas, et de l'ordre de la Toison d'or, attestent les services et l'importance de cette maison.
Cette maison européenne déplaça le centre de son pouvoir vers les Pays-Bas méridionaux au courant du XVIe siècle. Sa fidélité aux Habsbourg fut récompensée à cette époque par l’élévation à la dignité princière en 1576 puis ducale en 1644.
En 1670, le titre de pairie du Hainaut, attaché à la terre de Quévy, fut, du consentement des États de la province, transporté sur la terre et seigneurie d’Enghien, en faveur de la maison d'Arenberg.
La maison d'Arenberg produisit des générations de dignitaires politiques, militaires et religieux ainsi que de nombreux mécènes. Elle a conservé sa souveraineté jusqu'en 1810 : elle fut depuis grand feudataire des royaumes de Prusse et de Hanovre.
Au XXe siècle, les archives et la bibliothèque des Arenberg viennent enrichir les collections de la Bibliothèque royale de Belgique.

## Titres
La famille détient (ou a porté) les titres de :
- Seigneur, comte, puis duc d'Arenberg ( Saint-Empire, 1644) et prince du Saint-Empire (1576) ;
- Duc d'Arschot et grand d'Espagne ;
- Duc de Croÿ ;
- Prince de Porcéan ;
- Duc souverain de Meppen (1803-1810) : voir Duché d'Arenberg-Meppen
- Duc d'Arenberg ( Royaume de France), créé par Charles X le 24 février 1824 ;
- Duc d'Arenberg ( Royaume de Belgique) au profit du prince Jean-Engelbert d'Arenberg (1994) ;
- Prince de Recklinghausen (Ruhr) ;
- Comte de la Marck, comte de Lalaing, de Seneghem, de Champlitte, de Kerpen et de Kasselburg (de) ;
- Marquis de Montcornet ;
- Prince de Chimay ;
- Comte de Beaumont et de Frezin ;
- Baron de Commines, de Hallwin, de Zewenberghes, de Rotselaar, de Kommern, de Perwez ;
- Baron puis prince de Barbançon ;
- Comte d'Aigremont et de La Roche-en-Ardenne, vicomte d'Aure ;
- Baron de Naeltwyck ;
- Seigneur de Zuid-Polsbroek, d'Enghien ; de Noordeloos, Heemskerck, Polsbroek, Flardingue, Wateringen, Capelle-sur-l'Issel, Honselersdijk, Terschelling, Mirwart, Vorselaar, Lichtaert, Kastel et Rethy[1].
- Comte de l'Empire (1808).
- Comte de Schleiden[2] ;

## Généalogie

### 1remaison d'Arenberg

#### Généalogie succincte[3]
|  |  |  |  |  |  |  |  |  |  |  |  | Hartmann d'Arenberg († 1099) Burgrave héréditaire et Protecteur de Cologne décédé lors de la Première croisade                       |  |  |  |
|  |  |  |  |  |  |  |  |  |  |  |  | |  |  |  |
|  |  |  |  |  |  |  |  |  |  |  |  | Jean d'Arenberg dernier Burgrave de Cologne Seigneur d'Aremberg ∞ Catherine de Juliers fille de Guillaume IV, Comte de Juliers       |  |  |  |
|  |  |  |  |  |  |  |  |  |  |  |  | |  |  |  |
|  |  |  |  |  |  |  |  |  |  |  |  | Mathilde d'Arenberg Dame d'Arenberg dernière du nom ∞ Engelbert II, comte de La Marck († 1328) Fondateur de la 2e maison d'Arenberg. |  |  |  |

### 2emaison d'Arenberg issue de lamaison de La Marck

#### Généalogie succincte
| | | | | | |                                                                                     |                                                                                     | | | | | Engelbert II, Comte de la Marck († 1328) ∞ Mathilde dame d'Arenberg | | | | | | | | | | | | | | | | | |                                                |                                                |  |  |  |  |  |  |  |  |  |  |  |  |  |  |  |  |  |  |  |  |  |  |  |  |  |  |
| | | | | | |                                                                                     |                                                                                     | | | | | | | | | | | | | | | | | | | | | | |                                                |                                                |  |  |  |  |  |  |  |  |  |  |  |  |  |  |  |  |  |  |  |  |  |  |  |  |  |  |
| | | | | | |                                                                                     |                                                                                     | | | | | | | | | | | | | | | | | | | | | | |                                                |                                                |  |  |  |  |  |  |  |  |  |  |  |  |  |  |  |  |  |  |  |  |  |  |  |  |  |  |
| Lignée des Comtes (1368) puis Ducs de Clèves (1417) Adolphe III de La Marck († 1394) 1er Comte de Clèves ∞ Marguerite de Juliers                                         | Lignée des Comtes (1368) puis Ducs de Clèves (1417) Adolphe III de La Marck († 1394) 1er Comte de Clèves ∞ Marguerite de Juliers                                         | Lignée des Comtes (1368) puis Ducs de Clèves (1417) Adolphe III de La Marck († 1394) 1er Comte de Clèves ∞ Marguerite de Juliers                                         | Lignée des Comtes (1368) puis Ducs de Clèves (1417) Adolphe III de La Marck († 1394) 1er Comte de Clèves ∞ Marguerite de Juliers                                         | Lignée des Comtes (1368) puis Ducs de Clèves (1417) Adolphe III de La Marck († 1394) 1er Comte de Clèves ∞ Marguerite de Juliers                                         | Lignée des Comtes (1368) puis Ducs de Clèves (1417) Adolphe III de La Marck († 1394) 1er Comte de Clèves ∞ Marguerite de Juliers                                         |                                                                                     |                                                                                     | Lignée des Comtes (1491) puis Ducs de Nevers (1539) Engilbert de Clèves (1462 † 1506) 1er Comte de Nevers ∞ Charlotte de Bourbon-Vendôme                                                              | Lignée des Comtes (1491) puis Ducs de Nevers (1539) Engilbert de Clèves (1462 † 1506) 1er Comte de Nevers ∞ Charlotte de Bourbon-Vendôme                                                              | Lignée des Comtes (1491) puis Ducs de Nevers (1539) Engilbert de Clèves (1462 † 1506) 1er Comte de Nevers ∞ Charlotte de Bourbon-Vendôme                                                              | Lignée des Comtes (1491) puis Ducs de Nevers (1539) Engilbert de Clèves (1462 † 1506) 1er Comte de Nevers ∞ Charlotte de Bourbon-Vendôme                                                              | Lignée des Comtes (1491) puis Ducs de Nevers (1539) Engilbert de Clèves (1462 † 1506) 1er Comte de Nevers ∞ Charlotte de Bourbon-Vendôme                                                              | Lignée des Comtes (1491) puis Ducs de Nevers (1539) Engilbert de Clèves (1462 † 1506) 1er Comte de Nevers ∞ Charlotte de Bourbon-Vendôme                                                              | | | Lignée des Comtes de Rochefort Louis de la Marck († 1498) 1er Comte de Rochefort ∞ Nicole d'Aspremont Cette lignée s'éteint avec le 4e Comte de Rochefort mort sans descendance. | Lignée des Comtes de Rochefort Louis de la Marck († 1498) 1er Comte de Rochefort ∞ Nicole d'Aspremont Cette lignée s'éteint avec le 4e Comte de Rochefort mort sans descendance. | Lignée des Comtes de Rochefort Louis de la Marck († 1498) 1er Comte de Rochefort ∞ Nicole d'Aspremont Cette lignée s'éteint avec le 4e Comte de Rochefort mort sans descendance. | Lignée des Comtes de Rochefort Louis de la Marck († 1498) 1er Comte de Rochefort ∞ Nicole d'Aspremont Cette lignée s'éteint avec le 4e Comte de Rochefort mort sans descendance. | Lignée des Comtes de Rochefort Louis de la Marck († 1498) 1er Comte de Rochefort ∞ Nicole d'Aspremont Cette lignée s'éteint avec le 4e Comte de Rochefort mort sans descendance. | Lignée des Comtes de Rochefort Louis de la Marck († 1498) 1er Comte de Rochefort ∞ Nicole d'Aspremont Cette lignée s'éteint avec le 4e Comte de Rochefort mort sans descendance. | | | Évrard Ier de La Marck-Arenberg (de) ( † 1387) seigneur d'Arenberg ∞ Marie de Looz ( † 1410) dame de Lumain, Neufchâteau et Aigremont | Évrard Ier de La Marck-Arenberg (de) ( † 1387) seigneur d'Arenberg ∞ Marie de Looz ( † 1410) dame de Lumain, Neufchâteau et Aigremont | Évrard Ier de La Marck-Arenberg (de) ( † 1387) seigneur d'Arenberg ∞ Marie de Looz ( † 1410) dame de Lumain, Neufchâteau et Aigremont | Évrard Ier de La Marck-Arenberg (de) ( † 1387) seigneur d'Arenberg ∞ Marie de Looz ( † 1410) dame de Lumain, Neufchâteau et Aigremont | Évrard Ier de La Marck-Arenberg (de) ( † 1387) seigneur d'Arenberg ∞ Marie de Looz ( † 1410) dame de Lumain, Neufchâteau et Aigremont | Évrard Ier de La Marck-Arenberg (de) ( † 1387) seigneur d'Arenberg ∞ Marie de Looz ( † 1410) dame de Lumain, Neufchâteau et Aigremont |                                                |                                                |  |  |  |  |  |  |  |  |  |  |  |  |  |  |  |  |  |  |  |  |  |  |  |  |  |  |
| Lignée des Comtes (1368) puis Ducs de Clèves (1417) Adolphe III de La Marck († 1394) 1er Comte de Clèves ∞ Marguerite de Juliers                                         | Lignée des Comtes (1368) puis Ducs de Clèves (1417) Adolphe III de La Marck († 1394) 1er Comte de Clèves ∞ Marguerite de Juliers                                         | Lignée des Comtes (1368) puis Ducs de Clèves (1417) Adolphe III de La Marck († 1394) 1er Comte de Clèves ∞ Marguerite de Juliers                                         | Lignée des Comtes (1368) puis Ducs de Clèves (1417) Adolphe III de La Marck († 1394) 1er Comte de Clèves ∞ Marguerite de Juliers                                         | Lignée des Comtes (1368) puis Ducs de Clèves (1417) Adolphe III de La Marck († 1394) 1er Comte de Clèves ∞ Marguerite de Juliers                                         | Lignée des Comtes (1368) puis Ducs de Clèves (1417) Adolphe III de La Marck († 1394) 1er Comte de Clèves ∞ Marguerite de Juliers                                         |                                                                                     |                                                                                     | Lignée des Comtes (1491) puis Ducs de Nevers (1539) Engilbert de Clèves (1462 † 1506) 1er Comte de Nevers ∞ Charlotte de Bourbon-Vendôme                                                              | Lignée des Comtes (1491) puis Ducs de Nevers (1539) Engilbert de Clèves (1462 † 1506) 1er Comte de Nevers ∞ Charlotte de Bourbon-Vendôme                                                              | Lignée des Comtes (1491) puis Ducs de Nevers (1539) Engilbert de Clèves (1462 † 1506) 1er Comte de Nevers ∞ Charlotte de Bourbon-Vendôme                                                              | Lignée des Comtes (1491) puis Ducs de Nevers (1539) Engilbert de Clèves (1462 † 1506) 1er Comte de Nevers ∞ Charlotte de Bourbon-Vendôme                                                              | Lignée des Comtes (1491) puis Ducs de Nevers (1539) Engilbert de Clèves (1462 † 1506) 1er Comte de Nevers ∞ Charlotte de Bourbon-Vendôme                                                              | Lignée des Comtes (1491) puis Ducs de Nevers (1539) Engilbert de Clèves (1462 † 1506) 1er Comte de Nevers ∞ Charlotte de Bourbon-Vendôme                                                              | | | Lignée des Comtes de Rochefort Louis de la Marck († 1498) 1er Comte de Rochefort ∞ Nicole d'Aspremont Cette lignée s'éteint avec le 4e Comte de Rochefort mort sans descendance. | Lignée des Comtes de Rochefort Louis de la Marck († 1498) 1er Comte de Rochefort ∞ Nicole d'Aspremont Cette lignée s'éteint avec le 4e Comte de Rochefort mort sans descendance. | Lignée des Comtes de Rochefort Louis de la Marck († 1498) 1er Comte de Rochefort ∞ Nicole d'Aspremont Cette lignée s'éteint avec le 4e Comte de Rochefort mort sans descendance. | Lignée des Comtes de Rochefort Louis de la Marck († 1498) 1er Comte de Rochefort ∞ Nicole d'Aspremont Cette lignée s'éteint avec le 4e Comte de Rochefort mort sans descendance. | Lignée des Comtes de Rochefort Louis de la Marck († 1498) 1er Comte de Rochefort ∞ Nicole d'Aspremont Cette lignée s'éteint avec le 4e Comte de Rochefort mort sans descendance. | Lignée des Comtes de Rochefort Louis de la Marck († 1498) 1er Comte de Rochefort ∞ Nicole d'Aspremont Cette lignée s'éteint avec le 4e Comte de Rochefort mort sans descendance. | | | Évrard Ier de La Marck-Arenberg (de) ( † 1387) seigneur d'Arenberg ∞ Marie de Looz ( † 1410) dame de Lumain, Neufchâteau et Aigremont | Évrard Ier de La Marck-Arenberg (de) ( † 1387) seigneur d'Arenberg ∞ Marie de Looz ( † 1410) dame de Lumain, Neufchâteau et Aigremont | Évrard Ier de La Marck-Arenberg (de) ( † 1387) seigneur d'Arenberg ∞ Marie de Looz ( † 1410) dame de Lumain, Neufchâteau et Aigremont | Évrard Ier de La Marck-Arenberg (de) ( † 1387) seigneur d'Arenberg ∞ Marie de Looz ( † 1410) dame de Lumain, Neufchâteau et Aigremont | Évrard Ier de La Marck-Arenberg (de) ( † 1387) seigneur d'Arenberg ∞ Marie de Looz ( † 1410) dame de Lumain, Neufchâteau et Aigremont | Évrard Ier de La Marck-Arenberg (de) ( † 1387) seigneur d'Arenberg ∞ Marie de Looz ( † 1410) dame de Lumain, Neufchâteau et Aigremont |                                                |                                                |  |  |  |  |  |  |  |  |  |  |  |  |  |  |  |  |  |  |  |  |  |  |  |  |  |  |
| Guillaume de Clèves dit le Riche (1516 †1592) 5e Duc de Clèves Duc de Gueldre Comte de la Marck Duc de Juliers Duc de Berg ∞ Marie d'Autriche                            | Guillaume de Clèves dit le Riche (1516 †1592) 5e Duc de Clèves Duc de Gueldre Comte de la Marck Duc de Juliers Duc de Berg ∞ Marie d'Autriche                            | Guillaume de Clèves dit le Riche (1516 †1592) 5e Duc de Clèves Duc de Gueldre Comte de la Marck Duc de Juliers Duc de Berg ∞ Marie d'Autriche                            | Guillaume de Clèves dit le Riche (1516 †1592) 5e Duc de Clèves Duc de Gueldre Comte de la Marck Duc de Juliers Duc de Berg ∞ Marie d'Autriche                            | Guillaume de Clèves dit le Riche (1516 †1592) 5e Duc de Clèves Duc de Gueldre Comte de la Marck Duc de Juliers Duc de Berg ∞ Marie d'Autriche                            | Guillaume de Clèves dit le Riche (1516 †1592) 5e Duc de Clèves Duc de Gueldre Comte de la Marck Duc de Juliers Duc de Berg ∞ Marie d'Autriche                            |                                                                                     |                                                                                     | Jacques de Clèves (1544 † 1564) 3e Duc de Nevers Lors de son décès sans descendance sa soeur Henriette de Nevers (1542-1601) hérite du Duché qui échoit par mariage dans la maison de Gonzague-Nevers | Jacques de Clèves (1544 † 1564) 3e Duc de Nevers Lors de son décès sans descendance sa soeur Henriette de Nevers (1542-1601) hérite du Duché qui échoit par mariage dans la maison de Gonzague-Nevers | Jacques de Clèves (1544 † 1564) 3e Duc de Nevers Lors de son décès sans descendance sa soeur Henriette de Nevers (1542-1601) hérite du Duché qui échoit par mariage dans la maison de Gonzague-Nevers | Jacques de Clèves (1544 † 1564) 3e Duc de Nevers Lors de son décès sans descendance sa soeur Henriette de Nevers (1542-1601) hérite du Duché qui échoit par mariage dans la maison de Gonzague-Nevers | Jacques de Clèves (1544 † 1564) 3e Duc de Nevers Lors de son décès sans descendance sa soeur Henriette de Nevers (1542-1601) hérite du Duché qui échoit par mariage dans la maison de Gonzague-Nevers | Jacques de Clèves (1544 † 1564) 3e Duc de Nevers Lors de son décès sans descendance sa soeur Henriette de Nevers (1542-1601) hérite du Duché qui échoit par mariage dans la maison de Gonzague-Nevers | | | | | | | | | | | Évrard II de La Marck-Arenberg (1365†1440) seigneur d'Arenberg et de Sedan ∞ Marie de Braquemont                                      | Évrard II de La Marck-Arenberg (1365†1440) seigneur d'Arenberg et de Sedan ∞ Marie de Braquemont                                      | Évrard II de La Marck-Arenberg (1365†1440) seigneur d'Arenberg et de Sedan ∞ Marie de Braquemont                                      | Évrard II de La Marck-Arenberg (1365†1440) seigneur d'Arenberg et de Sedan ∞ Marie de Braquemont                                      | Évrard II de La Marck-Arenberg (1365†1440) seigneur d'Arenberg et de Sedan ∞ Marie de Braquemont                                      | Évrard II de La Marck-Arenberg (1365†1440) seigneur d'Arenberg et de Sedan ∞ Marie de Braquemont                                      |                                                |                                                |  |  |  |  |  |  |  |  |  |  |  |  |  |  |  |  |  |  |  |  |  |  |  |  |  |  |
| Guillaume de Clèves dit le Riche (1516 †1592) 5e Duc de Clèves Duc de Gueldre Comte de la Marck Duc de Juliers Duc de Berg ∞ Marie d'Autriche                            | Guillaume de Clèves dit le Riche (1516 †1592) 5e Duc de Clèves Duc de Gueldre Comte de la Marck Duc de Juliers Duc de Berg ∞ Marie d'Autriche                            | Guillaume de Clèves dit le Riche (1516 †1592) 5e Duc de Clèves Duc de Gueldre Comte de la Marck Duc de Juliers Duc de Berg ∞ Marie d'Autriche                            | Guillaume de Clèves dit le Riche (1516 †1592) 5e Duc de Clèves Duc de Gueldre Comte de la Marck Duc de Juliers Duc de Berg ∞ Marie d'Autriche                            | Guillaume de Clèves dit le Riche (1516 †1592) 5e Duc de Clèves Duc de Gueldre Comte de la Marck Duc de Juliers Duc de Berg ∞ Marie d'Autriche                            | Guillaume de Clèves dit le Riche (1516 †1592) 5e Duc de Clèves Duc de Gueldre Comte de la Marck Duc de Juliers Duc de Berg ∞ Marie d'Autriche                            |                                                                                     |                                                                                     | Jacques de Clèves (1544 † 1564) 3e Duc de Nevers Lors de son décès sans descendance sa soeur Henriette de Nevers (1542-1601) hérite du Duché qui échoit par mariage dans la maison de Gonzague-Nevers | Jacques de Clèves (1544 † 1564) 3e Duc de Nevers Lors de son décès sans descendance sa soeur Henriette de Nevers (1542-1601) hérite du Duché qui échoit par mariage dans la maison de Gonzague-Nevers | Jacques de Clèves (1544 † 1564) 3e Duc de Nevers Lors de son décès sans descendance sa soeur Henriette de Nevers (1542-1601) hérite du Duché qui échoit par mariage dans la maison de Gonzague-Nevers | Jacques de Clèves (1544 † 1564) 3e Duc de Nevers Lors de son décès sans descendance sa soeur Henriette de Nevers (1542-1601) hérite du Duché qui échoit par mariage dans la maison de Gonzague-Nevers | Jacques de Clèves (1544 † 1564) 3e Duc de Nevers Lors de son décès sans descendance sa soeur Henriette de Nevers (1542-1601) hérite du Duché qui échoit par mariage dans la maison de Gonzague-Nevers | Jacques de Clèves (1544 † 1564) 3e Duc de Nevers Lors de son décès sans descendance sa soeur Henriette de Nevers (1542-1601) hérite du Duché qui échoit par mariage dans la maison de Gonzague-Nevers | | | | | | | | | | | Évrard II de La Marck-Arenberg (1365†1440) seigneur d'Arenberg et de Sedan ∞ Marie de Braquemont                                      | Évrard II de La Marck-Arenberg (1365†1440) seigneur d'Arenberg et de Sedan ∞ Marie de Braquemont                                      | Évrard II de La Marck-Arenberg (1365†1440) seigneur d'Arenberg et de Sedan ∞ Marie de Braquemont                                      | Évrard II de La Marck-Arenberg (1365†1440) seigneur d'Arenberg et de Sedan ∞ Marie de Braquemont                                      | Évrard II de La Marck-Arenberg (1365†1440) seigneur d'Arenberg et de Sedan ∞ Marie de Braquemont                                      | Évrard II de La Marck-Arenberg (1365†1440) seigneur d'Arenberg et de Sedan ∞ Marie de Braquemont                                      |                                                |                                                |  |  |  |  |  |  |  |  |  |  |  |  |  |  |  |  |  |  |  |  |  |  |  |  |  |  |
| | | | | | |                                                                                     |                                                                                     | | | | | | | | | | | | | | | | | | | | | | |                                                |                                                |  |  |  |  |  |  |  |  |  |  |  |  |  |  |  |  |  |  |  |  |  |  |  |  |  |  |
| Jean-Guillaume de Clèves (1562 †1609) 6e Duc de Clèves Son décès sans héritier légitime provoqua la Guerre de Succession de Juliers pour le partage de ses vastes fiefs. | Jean-Guillaume de Clèves (1562 †1609) 6e Duc de Clèves Son décès sans héritier légitime provoqua la Guerre de Succession de Juliers pour le partage de ses vastes fiefs. | Jean-Guillaume de Clèves (1562 †1609) 6e Duc de Clèves Son décès sans héritier légitime provoqua la Guerre de Succession de Juliers pour le partage de ses vastes fiefs. | Jean-Guillaume de Clèves (1562 †1609) 6e Duc de Clèves Son décès sans héritier légitime provoqua la Guerre de Succession de Juliers pour le partage de ses vastes fiefs. | Jean-Guillaume de Clèves (1562 †1609) 6e Duc de Clèves Son décès sans héritier légitime provoqua la Guerre de Succession de Juliers pour le partage de ses vastes fiefs. | Jean-Guillaume de Clèves (1562 †1609) 6e Duc de Clèves Son décès sans héritier légitime provoqua la Guerre de Succession de Juliers pour le partage de ses vastes fiefs. |                                                                                     |                                                                                     | 4 filles - Marie-Éléonore de Clèves (1550-1608) - Anne de Clèves (1552-1632) - Madeleine de Clèves (1563-1633) - Sybille de Clèves (1557-1627)                                                        | 4 filles - Marie-Éléonore de Clèves (1550-1608) - Anne de Clèves (1552-1632) - Madeleine de Clèves (1563-1633) - Sybille de Clèves (1557-1627)                                                        | 4 filles - Marie-Éléonore de Clèves (1550-1608) - Anne de Clèves (1552-1632) - Madeleine de Clèves (1563-1633) - Sybille de Clèves (1557-1627)                                                        | 4 filles - Marie-Éléonore de Clèves (1550-1608) - Anne de Clèves (1552-1632) - Madeleine de Clèves (1563-1633) - Sybille de Clèves (1557-1627)                                                        | 4 filles - Marie-Éléonore de Clèves (1550-1608) - Anne de Clèves (1552-1632) - Madeleine de Clèves (1563-1633) - Sybille de Clèves (1557-1627)                                                        | 4 filles - Marie-Éléonore de Clèves (1550-1608) - Anne de Clèves (1552-1632) - Madeleine de Clèves (1563-1633) - Sybille de Clèves (1557-1627)                                                        | | | | | | | | | | | Jean II de La Marck (1410†1470) Seigneur d'Arenberg et de Sedan seigneur de Daigni (1462) ∞ Anne de Virnebourg (de) (1410†1480)       | Jean II de La Marck (1410†1470) Seigneur d'Arenberg et de Sedan seigneur de Daigni (1462) ∞ Anne de Virnebourg (de) (1410†1480)       | Jean II de La Marck (1410†1470) Seigneur d'Arenberg et de Sedan seigneur de Daigni (1462) ∞ Anne de Virnebourg (de) (1410†1480)       | Jean II de La Marck (1410†1470) Seigneur d'Arenberg et de Sedan seigneur de Daigni (1462) ∞ Anne de Virnebourg (de) (1410†1480)       | Jean II de La Marck (1410†1470) Seigneur d'Arenberg et de Sedan seigneur de Daigni (1462) ∞ Anne de Virnebourg (de) (1410†1480)       | Jean II de La Marck (1410†1470) Seigneur d'Arenberg et de Sedan seigneur de Daigni (1462) ∞ Anne de Virnebourg (de) (1410†1480)       |                                                |                                                |  |  |  |  |  |  |  |  |  |  |  |  |  |  |  |  |  |  |  |  |  |  |  |  |  |  |
| Jean-Guillaume de Clèves (1562 †1609) 6e Duc de Clèves Son décès sans héritier légitime provoqua la Guerre de Succession de Juliers pour le partage de ses vastes fiefs. | Jean-Guillaume de Clèves (1562 †1609) 6e Duc de Clèves Son décès sans héritier légitime provoqua la Guerre de Succession de Juliers pour le partage de ses vastes fiefs. | Jean-Guillaume de Clèves (1562 †1609) 6e Duc de Clèves Son décès sans héritier légitime provoqua la Guerre de Succession de Juliers pour le partage de ses vastes fiefs. | Jean-Guillaume de Clèves (1562 †1609) 6e Duc de Clèves Son décès sans héritier légitime provoqua la Guerre de Succession de Juliers pour le partage de ses vastes fiefs. | Jean-Guillaume de Clèves (1562 †1609) 6e Duc de Clèves Son décès sans héritier légitime provoqua la Guerre de Succession de Juliers pour le partage de ses vastes fiefs. | Jean-Guillaume de Clèves (1562 †1609) 6e Duc de Clèves Son décès sans héritier légitime provoqua la Guerre de Succession de Juliers pour le partage de ses vastes fiefs. |                                                                                     |                                                                                     | 4 filles - Marie-Éléonore de Clèves (1550-1608) - Anne de Clèves (1552-1632) - Madeleine de Clèves (1563-1633) - Sybille de Clèves (1557-1627)                                                        | 4 filles - Marie-Éléonore de Clèves (1550-1608) - Anne de Clèves (1552-1632) - Madeleine de Clèves (1563-1633) - Sybille de Clèves (1557-1627)                                                        | 4 filles - Marie-Éléonore de Clèves (1550-1608) - Anne de Clèves (1552-1632) - Madeleine de Clèves (1563-1633) - Sybille de Clèves (1557-1627)                                                        | 4 filles - Marie-Éléonore de Clèves (1550-1608) - Anne de Clèves (1552-1632) - Madeleine de Clèves (1563-1633) - Sybille de Clèves (1557-1627)                                                        | 4 filles - Marie-Éléonore de Clèves (1550-1608) - Anne de Clèves (1552-1632) - Madeleine de Clèves (1563-1633) - Sybille de Clèves (1557-1627)                                                        | 4 filles - Marie-Éléonore de Clèves (1550-1608) - Anne de Clèves (1552-1632) - Madeleine de Clèves (1563-1633) - Sybille de Clèves (1557-1627)                                                        | | | | | | | | | | | Jean II de La Marck (1410†1470) Seigneur d'Arenberg et de Sedan seigneur de Daigni (1462) ∞ Anne de Virnebourg (de) (1410†1480)       | Jean II de La Marck (1410†1470) Seigneur d'Arenberg et de Sedan seigneur de Daigni (1462) ∞ Anne de Virnebourg (de) (1410†1480)       | Jean II de La Marck (1410†1470) Seigneur d'Arenberg et de Sedan seigneur de Daigni (1462) ∞ Anne de Virnebourg (de) (1410†1480)       | Jean II de La Marck (1410†1470) Seigneur d'Arenberg et de Sedan seigneur de Daigni (1462) ∞ Anne de Virnebourg (de) (1410†1480)       | Jean II de La Marck (1410†1470) Seigneur d'Arenberg et de Sedan seigneur de Daigni (1462) ∞ Anne de Virnebourg (de) (1410†1480)       | Jean II de La Marck (1410†1470) Seigneur d'Arenberg et de Sedan seigneur de Daigni (1462) ∞ Anne de Virnebourg (de) (1410†1480)       |                                                |                                                |  |  |  |  |  |  |  |  |  |  |  |  |  |  |  |  |  |  |  |  |  |  |  |  |  |  |
| | | | | | |                                                                                     |                                                                                     | | | | | | | | | | | | | | | | | | | | | | |                                                |                                                |  |  |  |  |  |  |  |  |  |  |  |  |  |  |  |  |  |  |  |  |  |  |  |  |  |  |
| | | Robert Ier de La Marck (†1487) Seigneur de Sedan Duc de Bouillon ∞ Jeanne de Marley                                                                                      | Robert Ier de La Marck (†1487) Seigneur de Sedan Duc de Bouillon ∞ Jeanne de Marley                                                                                      | Robert Ier de La Marck (†1487) Seigneur de Sedan Duc de Bouillon ∞ Jeanne de Marley                                                                                      | Robert Ier de La Marck (†1487) Seigneur de Sedan Duc de Bouillon ∞ Jeanne de Marley                                                                                      | Robert Ier de La Marck (†1487) Seigneur de Sedan Duc de Bouillon ∞ Jeanne de Marley | Robert Ier de La Marck (†1487) Seigneur de Sedan Duc de Bouillon ∞ Jeanne de Marley | | | | | | | Évrard III de La Marck (vers 1435†1496) Seigneur d'Arenberg, et de Neufchâtel ∞ Marguerite de Bouchout (1440†1476) | Évrard III de La Marck (vers 1435†1496) Seigneur d'Arenberg, et de Neufchâtel ∞ Marguerite de Bouchout (1440†1476) | Évrard III de La Marck (vers 1435†1496) Seigneur d'Arenberg, et de Neufchâtel ∞ Marguerite de Bouchout (1440†1476)                                                               | Évrard III de La Marck (vers 1435†1496) Seigneur d'Arenberg, et de Neufchâtel ∞ Marguerite de Bouchout (1440†1476)                                                               | Évrard III de La Marck (vers 1435†1496) Seigneur d'Arenberg, et de Neufchâtel ∞ Marguerite de Bouchout (1440†1476)                                                               | Évrard III de La Marck (vers 1435†1496) Seigneur d'Arenberg, et de Neufchâtel ∞ Marguerite de Bouchout (1440†1476)                                                               | | | | | Guillaume de La Marck le sanglier des Ardennes ( † 1485) seigneur de Lumain et de Schleiden ∞ Johanna d'Arschot Schoonhoven           | Guillaume de La Marck le sanglier des Ardennes ( † 1485) seigneur de Lumain et de Schleiden ∞ Johanna d'Arschot Schoonhoven           | Guillaume de La Marck le sanglier des Ardennes ( † 1485) seigneur de Lumain et de Schleiden ∞ Johanna d'Arschot Schoonhoven           | Guillaume de La Marck le sanglier des Ardennes ( † 1485) seigneur de Lumain et de Schleiden ∞ Johanna d'Arschot Schoonhoven           | Guillaume de La Marck le sanglier des Ardennes ( † 1485) seigneur de Lumain et de Schleiden ∞ Johanna d'Arschot Schoonhoven           | Guillaume de La Marck le sanglier des Ardennes ( † 1485) seigneur de Lumain et de Schleiden ∞ Johanna d'Arschot Schoonhoven           |                                                |                                                |  |  |  |  |  |  |  |  |  |  |  |  |  |  |  |  |  |  |  |  |  |  |  |  |  |  |
| | | Robert Ier de La Marck (†1487) Seigneur de Sedan Duc de Bouillon ∞ Jeanne de Marley                                                                                      | Robert Ier de La Marck (†1487) Seigneur de Sedan Duc de Bouillon ∞ Jeanne de Marley                                                                                      | Robert Ier de La Marck (†1487) Seigneur de Sedan Duc de Bouillon ∞ Jeanne de Marley                                                                                      | Robert Ier de La Marck (†1487) Seigneur de Sedan Duc de Bouillon ∞ Jeanne de Marley                                                                                      | Robert Ier de La Marck (†1487) Seigneur de Sedan Duc de Bouillon ∞ Jeanne de Marley | Robert Ier de La Marck (†1487) Seigneur de Sedan Duc de Bouillon ∞ Jeanne de Marley | | | | | | | Évrard III de La Marck (vers 1435†1496) Seigneur d'Arenberg, et de Neufchâtel ∞ Marguerite de Bouchout (1440†1476) | Évrard III de La Marck (vers 1435†1496) Seigneur d'Arenberg, et de Neufchâtel ∞ Marguerite de Bouchout (1440†1476) | Évrard III de La Marck (vers 1435†1496) Seigneur d'Arenberg, et de Neufchâtel ∞ Marguerite de Bouchout (1440†1476)                                                               | Évrard III de La Marck (vers 1435†1496) Seigneur d'Arenberg, et de Neufchâtel ∞ Marguerite de Bouchout (1440†1476)                                                               | Évrard III de La Marck (vers 1435†1496) Seigneur d'Arenberg, et de Neufchâtel ∞ Marguerite de Bouchout (1440†1476)                                                               | Évrard III de La Marck (vers 1435†1496) Seigneur d'Arenberg, et de Neufchâtel ∞ Marguerite de Bouchout (1440†1476)                                                               | | | | | Guillaume de La Marck le sanglier des Ardennes ( † 1485) seigneur de Lumain et de Schleiden ∞ Johanna d'Arschot Schoonhoven           | Guillaume de La Marck le sanglier des Ardennes ( † 1485) seigneur de Lumain et de Schleiden ∞ Johanna d'Arschot Schoonhoven           | Guillaume de La Marck le sanglier des Ardennes ( † 1485) seigneur de Lumain et de Schleiden ∞ Johanna d'Arschot Schoonhoven           | Guillaume de La Marck le sanglier des Ardennes ( † 1485) seigneur de Lumain et de Schleiden ∞ Johanna d'Arschot Schoonhoven           | Guillaume de La Marck le sanglier des Ardennes ( † 1485) seigneur de Lumain et de Schleiden ∞ Johanna d'Arschot Schoonhoven           | Guillaume de La Marck le sanglier des Ardennes ( † 1485) seigneur de Lumain et de Schleiden ∞ Johanna d'Arschot Schoonhoven           |                                                |                                                |  |  |  |  |  |  |  |  |  |  |  |  |  |  |  |  |  |  |  |  |  |  |  |  |  |  |
| | | | | | |                                                                                     |                                                                                     | | | | | | | | | | | | | | | | | | | | | | |                                                |                                                |  |  |  |  |  |  |  |  |  |  |  |  |  |  |  |  |  |  |  |  |  |  |  |  |  |  |
| Robert II de La Marck (1468†1536) Duc de Bouillon, seigneur de Sedan ∞ Catherine de Croÿ (1471†1544)                                                                     | Robert II de La Marck (1468†1536) Duc de Bouillon, seigneur de Sedan ∞ Catherine de Croÿ (1471†1544)                                                                     | Robert II de La Marck (1468†1536) Duc de Bouillon, seigneur de Sedan ∞ Catherine de Croÿ (1471†1544)                                                                     | Robert II de La Marck (1468†1536) Duc de Bouillon, seigneur de Sedan ∞ Catherine de Croÿ (1471†1544)                                                                     | Robert II de La Marck (1468†1536) Duc de Bouillon, seigneur de Sedan ∞ Catherine de Croÿ (1471†1544)                                                                     | Robert II de La Marck (1468†1536) Duc de Bouillon, seigneur de Sedan ∞ Catherine de Croÿ (1471†1544)                                                                     |                                                                                     |                                                                                     | Érard de La Marck (1472†1538) Cardinal de Bouillon Prince-évêque de Liège | Érard de La Marck (1472†1538) Cardinal de Bouillon Prince-évêque de Liège | Érard de La Marck (1472†1538) Cardinal de Bouillon Prince-évêque de Liège | Érard de La Marck (1472†1538) Cardinal de Bouillon Prince-évêque de Liège | Érard de La Marck (1472†1538) Cardinal de Bouillon Prince-évêque de Liège | Érard de La Marck (1472†1538) Cardinal de Bouillon Prince-évêque de Liège | | | | | Robert Ier de La Marck (†1541) Seigneur d'Arenberg ∞ Mathilde van Montfoort (nl) (1475†1550) Dame de Naeltwijck                                                                  | Robert Ier de La Marck (†1541) Seigneur d'Arenberg ∞ Mathilde van Montfoort (nl) (1475†1550) Dame de Naeltwijck                                                                  | Robert Ier de La Marck (†1541) Seigneur d'Arenberg ∞ Mathilde van Montfoort (nl) (1475†1550) Dame de Naeltwijck                                                                  | Robert Ier de La Marck (†1541) Seigneur d'Arenberg ∞ Mathilde van Montfoort (nl) (1475†1550) Dame de Naeltwijck                                                                  | Robert Ier de La Marck (†1541) Seigneur d'Arenberg ∞ Mathilde van Montfoort (nl) (1475†1550) Dame de Naeltwijck | Robert Ier de La Marck (†1541) Seigneur d'Arenberg ∞ Mathilde van Montfoort (nl) (1475†1550) Dame de Naeltwijck | | | Lignée des seigneurs de Lumain et de Schleiden                                                                                        | Lignée des seigneurs de Lumain et de Schleiden                                                                                        | Lignée des seigneurs de Lumain et de Schleiden                                                                                        | Lignée des seigneurs de Lumain et de Schleiden                                                                                        | Lignée des seigneurs de Lumain et de Schleiden | Lignée des seigneurs de Lumain et de Schleiden |  |  |  |  |  |  |  |  |  |  |  |  |  |  |  |  |  |  |  |  |  |  |  |  |  |  |
| Robert II de La Marck (1468†1536) Duc de Bouillon, seigneur de Sedan ∞ Catherine de Croÿ (1471†1544)                                                                     | Robert II de La Marck (1468†1536) Duc de Bouillon, seigneur de Sedan ∞ Catherine de Croÿ (1471†1544)                                                                     | Robert II de La Marck (1468†1536) Duc de Bouillon, seigneur de Sedan ∞ Catherine de Croÿ (1471†1544)                                                                     | Robert II de La Marck (1468†1536) Duc de Bouillon, seigneur de Sedan ∞ Catherine de Croÿ (1471†1544)                                                                     | Robert II de La Marck (1468†1536) Duc de Bouillon, seigneur de Sedan ∞ Catherine de Croÿ (1471†1544)                                                                     | Robert II de La Marck (1468†1536) Duc de Bouillon, seigneur de Sedan ∞ Catherine de Croÿ (1471†1544)                                                                     |                                                                                     |                                                                                     | Érard de La Marck (1472†1538) Cardinal de Bouillon Prince-évêque de Liège | Érard de La Marck (1472†1538) Cardinal de Bouillon Prince-évêque de Liège | Érard de La Marck (1472†1538) Cardinal de Bouillon Prince-évêque de Liège | Érard de La Marck (1472†1538) Cardinal de Bouillon Prince-évêque de Liège | Érard de La Marck (1472†1538) Cardinal de Bouillon Prince-évêque de Liège | Érard de La Marck (1472†1538) Cardinal de Bouillon Prince-évêque de Liège | | | | | Robert Ier de La Marck (†1541) Seigneur d'Arenberg ∞ Mathilde van Montfoort (nl) (1475†1550) Dame de Naeltwijck                                                                  | Robert Ier de La Marck (†1541) Seigneur d'Arenberg ∞ Mathilde van Montfoort (nl) (1475†1550) Dame de Naeltwijck                                                                  | Robert Ier de La Marck (†1541) Seigneur d'Arenberg ∞ Mathilde van Montfoort (nl) (1475†1550) Dame de Naeltwijck                                                                  | Robert Ier de La Marck (†1541) Seigneur d'Arenberg ∞ Mathilde van Montfoort (nl) (1475†1550) Dame de Naeltwijck                                                                  | Robert Ier de La Marck (†1541) Seigneur d'Arenberg ∞ Mathilde van Montfoort (nl) (1475†1550) Dame de Naeltwijck | Robert Ier de La Marck (†1541) Seigneur d'Arenberg ∞ Mathilde van Montfoort (nl) (1475†1550) Dame de Naeltwijck | | | Lignée des seigneurs de Lumain et de Schleiden                                                                                        | Lignée des seigneurs de Lumain et de Schleiden                                                                                        | Lignée des seigneurs de Lumain et de Schleiden                                                                                        | Lignée des seigneurs de Lumain et de Schleiden                                                                                        | Lignée des seigneurs de Lumain et de Schleiden | Lignée des seigneurs de Lumain et de Schleiden |  |  |  |  |  |  |  |  |  |  |  |  |  |  |  |  |  |  |  |  |  |  |  |  |  |  |
| Robert III de La Marck, fit Fleuranges (1491†1536) Duc de Bouillon Seigneur de Sedan Maréchal de France ∞ Guillemette de Sarrebruck (vers 1495†1571) Comtesse de Braine  | Robert III de La Marck, fit Fleuranges (1491†1536) Duc de Bouillon Seigneur de Sedan Maréchal de France ∞ Guillemette de Sarrebruck (vers 1495†1571) Comtesse de Braine  | Robert III de La Marck, fit Fleuranges (1491†1536) Duc de Bouillon Seigneur de Sedan Maréchal de France ∞ Guillemette de Sarrebruck (vers 1495†1571) Comtesse de Braine  | Robert III de La Marck, fit Fleuranges (1491†1536) Duc de Bouillon Seigneur de Sedan Maréchal de France ∞ Guillemette de Sarrebruck (vers 1495†1571) Comtesse de Braine  | Robert III de La Marck, fit Fleuranges (1491†1536) Duc de Bouillon Seigneur de Sedan Maréchal de France ∞ Guillemette de Sarrebruck (vers 1495†1571) Comtesse de Braine  | Robert III de La Marck, fit Fleuranges (1491†1536) Duc de Bouillon Seigneur de Sedan Maréchal de France ∞ Guillemette de Sarrebruck (vers 1495†1571) Comtesse de Braine  |                                                                                     |                                                                                     | | | | | | | | | Robert II de La Marck (1506†1536) Seigneur d'Arenberg et de Mirwart ∞ Walburga van Egmond (1500-1547)                                                                            | Robert II de La Marck (1506†1536) Seigneur d'Arenberg et de Mirwart ∞ Walburga van Egmond (1500-1547)                                                                            | Robert II de La Marck (1506†1536) Seigneur d'Arenberg et de Mirwart ∞ Walburga van Egmond (1500-1547)                                                                            | Robert II de La Marck (1506†1536) Seigneur d'Arenberg et de Mirwart ∞ Walburga van Egmond (1500-1547)                                                                            | Robert II de La Marck (1506†1536) Seigneur d'Arenberg et de Mirwart ∞ Walburga van Egmond (1500-1547)                                                                            | Robert II de La Marck (1506†1536) Seigneur d'Arenberg et de Mirwart ∞ Walburga van Egmond (1500-1547)                                                                            | | | | | | | | |                                                |                                                |  |  |  |  |  |  |  |  |  |  |  |  |  |  |  |  |  |  |  |  |  |  |  |  |  |  |
| Robert III de La Marck, fit Fleuranges (1491†1536) Duc de Bouillon Seigneur de Sedan Maréchal de France ∞ Guillemette de Sarrebruck (vers 1495†1571) Comtesse de Braine  | Robert III de La Marck, fit Fleuranges (1491†1536) Duc de Bouillon Seigneur de Sedan Maréchal de France ∞ Guillemette de Sarrebruck (vers 1495†1571) Comtesse de Braine  | Robert III de La Marck, fit Fleuranges (1491†1536) Duc de Bouillon Seigneur de Sedan Maréchal de France ∞ Guillemette de Sarrebruck (vers 1495†1571) Comtesse de Braine  | Robert III de La Marck, fit Fleuranges (1491†1536) Duc de Bouillon Seigneur de Sedan Maréchal de France ∞ Guillemette de Sarrebruck (vers 1495†1571) Comtesse de Braine  | Robert III de La Marck, fit Fleuranges (1491†1536) Duc de Bouillon Seigneur de Sedan Maréchal de France ∞ Guillemette de Sarrebruck (vers 1495†1571) Comtesse de Braine  | Robert III de La Marck, fit Fleuranges (1491†1536) Duc de Bouillon Seigneur de Sedan Maréchal de France ∞ Guillemette de Sarrebruck (vers 1495†1571) Comtesse de Braine  |                                                                                     |                                                                                     | | | | | | | | | Robert II de La Marck (1506†1536) Seigneur d'Arenberg et de Mirwart ∞ Walburga van Egmond (1500-1547)                                                                            | Robert II de La Marck (1506†1536) Seigneur d'Arenberg et de Mirwart ∞ Walburga van Egmond (1500-1547)                                                                            | Robert II de La Marck (1506†1536) Seigneur d'Arenberg et de Mirwart ∞ Walburga van Egmond (1500-1547)                                                                            | Robert II de La Marck (1506†1536) Seigneur d'Arenberg et de Mirwart ∞ Walburga van Egmond (1500-1547)                                                                            | Robert II de La Marck (1506†1536) Seigneur d'Arenberg et de Mirwart ∞ Walburga van Egmond (1500-1547)                                                                            | Robert II de La Marck (1506†1536) Seigneur d'Arenberg et de Mirwart ∞ Walburga van Egmond (1500-1547)                                                                            | | | | | | | | |                                                |                                                |  |  |  |  |  |  |  |  |  |  |  |  |  |  |  |  |  |  |  |  |  |  |  |  |  |  |
| | | | | | |                                                                                     |                                                                                     | | | | | | | | | | | | | | | | | | | | | | |                                                |                                                |  |  |  |  |  |  |  |  |  |  |  |  |  |  |  |  |  |  |  |  |  |  |  |  |  |  |
| Charlotte de La Marck (1574†1594) Duchesse de Bouillon Dame de Sedan ∞ Henri de La Tour d'Auvergne (1555†1623) Prince de Sedan                                           | Charlotte de La Marck (1574†1594) Duchesse de Bouillon Dame de Sedan ∞ Henri de La Tour d'Auvergne (1555†1623) Prince de Sedan                                           | Charlotte de La Marck (1574†1594) Duchesse de Bouillon Dame de Sedan ∞ Henri de La Tour d'Auvergne (1555†1623) Prince de Sedan                                           | Charlotte de La Marck (1574†1594) Duchesse de Bouillon Dame de Sedan ∞ Henri de La Tour d'Auvergne (1555†1623) Prince de Sedan                                           | Charlotte de La Marck (1574†1594) Duchesse de Bouillon Dame de Sedan ∞ Henri de La Tour d'Auvergne (1555†1623) Prince de Sedan                                           | Charlotte de La Marck (1574†1594) Duchesse de Bouillon Dame de Sedan ∞ Henri de La Tour d'Auvergne (1555†1623) Prince de Sedan                                           |                                                                                     |                                                                                     | | | | | Robert III de La Marck (†1544) Seigneur d'Arenberg ∞ Anne van Glymes-Berghes (1525†1563) | Robert III de La Marck (†1544) Seigneur d'Arenberg ∞ Anne van Glymes-Berghes (1525†1563) | Robert III de La Marck (†1544) Seigneur d'Arenberg ∞ Anne van Glymes-Berghes (1525†1563)                           | Robert III de La Marck (†1544) Seigneur d'Arenberg ∞ Anne van Glymes-Berghes (1525†1563)                           | Robert III de La Marck (†1544) Seigneur d'Arenberg ∞ Anne van Glymes-Berghes (1525†1563)                                                                                         | Robert III de La Marck (†1544) Seigneur d'Arenberg ∞ Anne van Glymes-Berghes (1525†1563)                                                                                         | | | Marguerite de La Marck (1527†1599) Comtesse puis (1576) princesse d'Arenberg | Marguerite de La Marck (1527†1599) Comtesse puis (1576) princesse d'Arenberg | Marguerite de La Marck (1527†1599) Comtesse puis (1576) princesse d'Arenberg                                    | Marguerite de La Marck (1527†1599) Comtesse puis (1576) princesse d'Arenberg                                    | Marguerite de La Marck (1527†1599) Comtesse puis (1576) princesse d'Arenberg                                                          | Marguerite de La Marck (1527†1599) Comtesse puis (1576) princesse d'Arenberg                                                          | | | | |                                                |                                                |  |  |  |  |  |  |  |  |  |  |  |  |  |  |  |  |  |  |  |  |  |  |  |  |  |  |

Source(de) « http://www.arenbergcenter.com », II, von Arenberg - von der Marck (Auszug) (consulté le 29 novembre 2010)

### 3emaison d'Arenberg issue de lamaison de Ligne

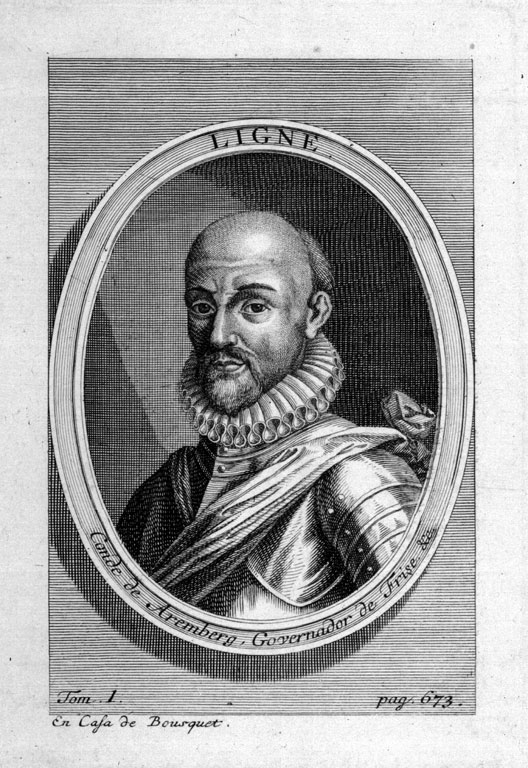
Jean de Ligne.
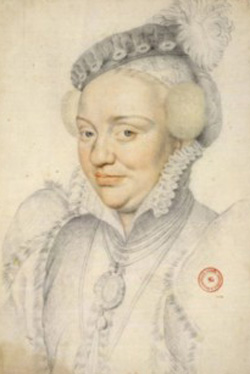
Portrait de Marguerite de La Marck-Arenberg par François Clouet.

I.) Marguerite de La Marck-Arenberg (15 février 1527 - château de Reckheim † 18 février 1599 – château de Zevenberghe), comtesse puis princesse d'Arenberg, fille de Robert II (1506 † 1536), comte de La Marck, seigneur d'Arenberg et de Mirwart et de Walburga d'Egmond (1500 † 1547), épousa, le 18 octobre 1547, Jean de Ligne (1525 † Tué le 3 août 1568 - à la bataille de Heiligerlee), baron de Barbançon, fils de Louis de Ligne ( † vers 1559), seigneur de Barbançon, et de Marie van Glymes ( † vers 1566), héritière de Sevenbergen. Par une stipulation de leur contrat de mariage, leurs enfants devaient prendre et relever le nom et les armes d’Arenberg, ce qui a été observé. Ensemble, ils eurent :
1. Charles (1550 † 1616), comte d'Arenberg, marié, le 4 janvier 1587 à Beaumont (Hainaut), avec Anne-Isabelle de Croÿ (1563 † 1635), duchesse d'Aerschot, princesse héritière de Chimay, qui suit ;
2. Marguerite (24 février 1552 † 24 février 1611), mariée, le 7 juin 1569, avec Philippe II (vers 1545 † 24 mai 1582), 3e comte de Lalaing (1537-1582), baron d'Escornaix, seigneur de Waurin, grand bailli du Hainaut, chevalier de la Toison d'or, dont 2 filles ;
3. Robert, 1er prince de Barbançon, auteur des princes de Barbançon ;
4. Antonia (ou Antoinette) Wilhelmine (1er mars 1557 † 26 février 1626), mariée le 10 décembre 1577 avec Salentin IX d'Isembourg-Grenzau (1532 † 19 mars 1610), archevêque de Cologne (1567-1577), qui adique l'archevêché électoral de Cologne pour se marier, dont postérité. Antonia, devenue veuve, devient camerera mayor de l'infante d'Espagne.

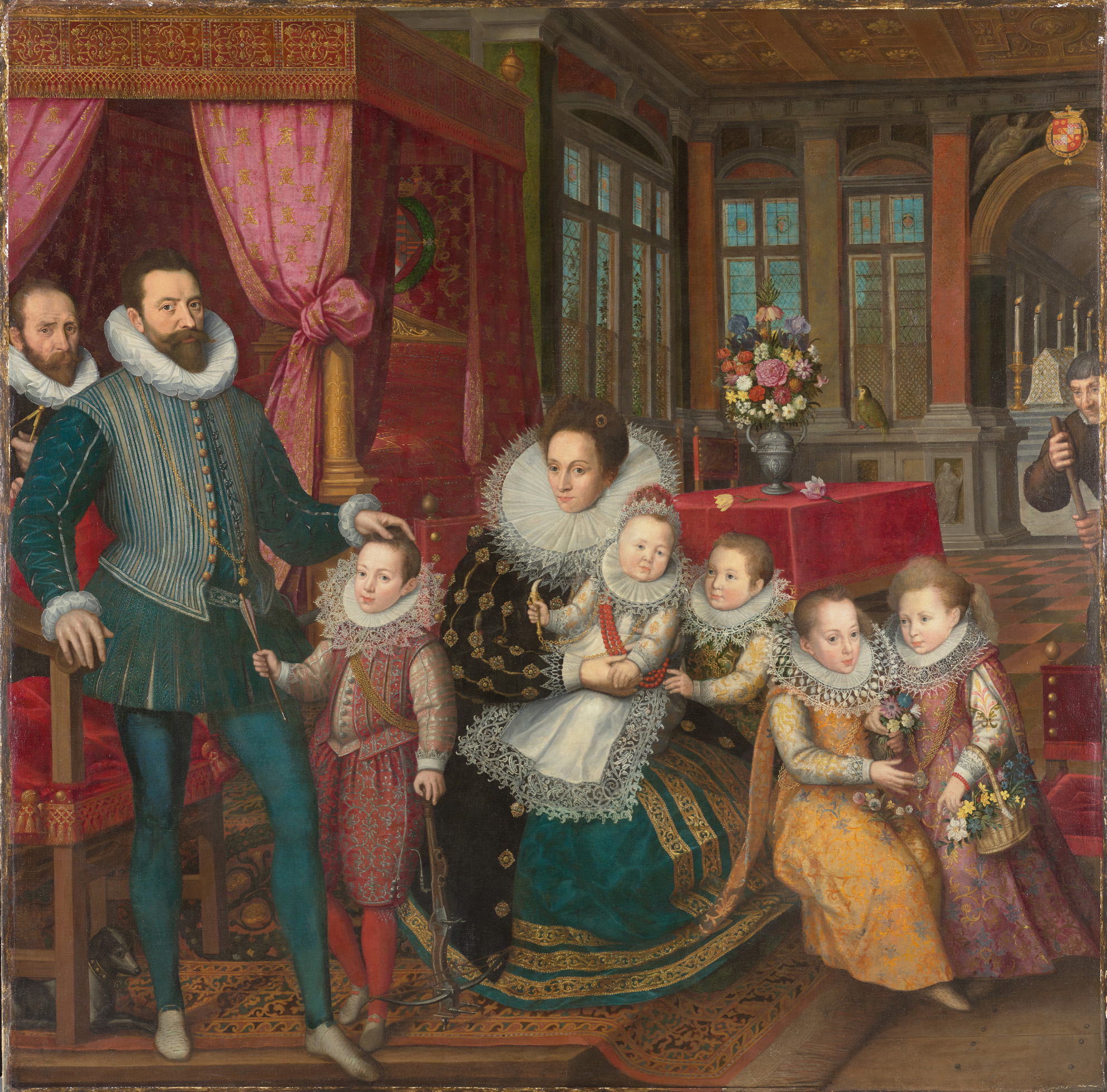
Charles d'Arenberg, Anne-Isabelle de Croÿ et leur famille.

II.) Charles de Ligne ou « d'Arenberg » (22 février 1550, Vollenhove - † 18 janvier 1616, Enghien), 2e comte puis 1er prince d'Arenberg et du Saint-Empire, baron de Zewenberghes, 5e duc d'Aerschot et prince de Chimay par son mariage, marié le 4 janvier 1587 à Beaumont (Hainaut) avec Anne-Isabelle de Croÿ, duchesse d'Aerschot, princesse héritière de Chimay, dont :
1. Philippe-Charles[6] (28 octobre 1587 - Barbançon † 25 septembre 1640 - Madrid), prince d'Arenberg et du Saint-Empire, 6e duc d'Aerschot, grand d'Espagne, sénéchal et chambellan héréditaire de Brabant, chevalier de la Toison d'or, colonel d'un régiment wallon, gouverneur et capitaine général de la province de Namur, marié :
1° le 21 septembre 1610 avec Hippolyte Anne de Melun ( † 16 février 1615), baronne de Caumont, fille de Pierre de Melun (1550 † 1594), prince d'Épinoy et du Saint-Empire, baron d'Antoing, sénéchal du Hainaut, gouverneur de Tournai, dont postérité ;
2° le 28 juin 1620, avec Isabelle Claire de Berlaymont (18 août 1602 † 9 août 1630), comtesse de Lalaing, dont postérité ;
3° le 29 mars 1632 avec la comtesse Marie Cleopha (11 juin 1599 † 26 février 1685), fille de Charles II (1547 † 1606), comte de Hohenzollern-Sigmaringen, dont postérité ;
2. Charles (13 novembre 1588 - Barbençon † 21 avril 1613 - Rome) ;
3. Ernestine (31 octobre 1589 - Bruxelles † 12 juin 1653 - Abbeville), mariée, le 3 novembre 1615 à Bruxelles, avec Guillaume III de Melun (8 mars 1588 † 8 septembre 1635 - Saint-Quentin), prince d'Épinoy et du Saint-Empire, marquis de Richebourg et de Roubaix, vicomte de Gand et comte de Beaussart, seigneur du Biez, connétable et sénéchal de Flandres, grand bailli du Hainaut, lieutenant-gouverneur et capitaine général du comté de Hainaut, grand d'Espagne, gouverneur de Mons et prévôt de Douai, dont postérité ;
4. Alexandre « de Croÿ-Chimay Arenberg »[7], 6e prince de Chimay, auteur des princes de Chimay ;
5. Salentin (16 décembre 1591 - Bruxelles † 15 août 1592 - Bruxelles)
6. Antoine (21 février 1593 - Bruxelles † 5 juin 1669 - Bruxelles), comte de Seneghem, puis capucin ;
7. Claude Claire (20 août 1594 † 1670), mariée le 10 mai 1609 avec Bertin(o) Oudart Spinola ( † 1618), comte de Brouay, seigneur d'Embry, de Curlu, de Haffringhes et de Waudringhem, dont deux fils ; puis le 25 février 1622 avec Ottavio Visconti ( † 11 juin 1632 - Bruxelles), 1er comte de Gamalero, gouverneur de Côme ;
8. Albertine (28 mai 1596 - Bruxelles † 19 juillet 1652), mariée le 10 décembre 1617 avec Hermann Philippe de Mérode (20 juin 1590 - Argenteau † 3 avril 1627), marquis de Trélon, comte de Bocarmé, seigneur d'Argenteau, prince de Montgléon, dont postérité ;
9. Eugène Charles (12 juillet 1600 † 19 septembre 1635 - Saragosse), comte de Seneghem ;
10. Dorothée Jeanne (26 novembre 1601 - Gand † 1665 - Gand), mariée le 18 avril 1626 avec Philippe-Lamoral de Hornes (25 mai 1602 - Stavele † 18 février 1663 - Stavele), comte de Houtekerke, dont postérité ;
11. Caroline Ernestine (6 septembre 1606 - Bruxelles † 12 septembre 1630 - Enghien), mariée, le 1er septembre 1625 à Enghien, avec Ernest Ier (1584 † 30 mai 1664 - Bruxelles), comte d'Isembourg-Grenzau (de), gouverneur de Luxembourg, dont une fille.

III.) Philippe-Charles d'Arenberg (18 octobre 1587 - Château de Barbançon † 25 septembre 1640 - Madrid), 3e comte et 2e prince d'Arenberg et du Saint-Empire, 6e duc d'Aerschot, se marie trois fois :
- La première, le 21 septembre 1610, avec Hippolyte-Anne de Melun ( † 16 février 1615), fille de Pierre de Melun (1550 † 1594), prince d'Épinoy et du Saint-Empire, baron d'Antoing, sénéchal du Hainaut, gouverneur de Tournai, et d’Hippolyte (1560 † 1616, fille de Jean de Montmorency (vers 1520 † 1579), seigneur de Bours, de Guéchart et de Villeroye). Ensemble, ils eurent :

1. Claire Eugénie (23 octobre 1611 † 24 décembre 1660), dame de Beuvrages et de Chaumont[Lequel ?], mariée le 8 novembre 1635 avec son cousin Albert Alexandre « de Croÿ-Chimay Arenberg » (15 février 1618 - Bruxelles † 16 novembre 1643 - Bruxelles), 7e prince de Chimay (1629), duc de Croÿ, fils d'Alexandre « de Croÿ-Chimay Arenberg »[7](1590 † 1629), comte de Beaumont, 6e prince de Chimay (1612), sans postérité ;
2. Anne, menine de l'infante Isabelle d'Autriche, décédée sans alliance ;

- La deuxième, le 28 juin 1620, avec Isabelle Claire de Berlaymont (18 août 1602 † 9 août 1630), comtesse de Lalaing, fille de Floris (Florent)[8] (1550 † 1620), comte de Berlaymont, 4e comte de Lalaing, et de Marguerite de Lalaing (avril 1574 † 21 février 1650 - Bruxelles), comtesse de Lalaing, baronne d'Escornaix, dame de Waurin, dont :

1. Philippe-François d'Arenberg (30 juillet 1625 - Bruxelles † 17 décembre 1674 - Bruxelles), prince d'Arenberg, 1er duc d'Arenberg (9 juin 1644), 7e duc d'Aerschot, chef et général de toutes les bandes des ordonnances d'hommes d'armes, amiral-général des mers des Pays-Bas, grand bailli et capitaine général de la province de Hainaut, chevalier de la Toison d'or, marié le 14 juillet 1642 avec Magdalena Francisca Luisa Esperanza de Borja (16 décembre 1627 † 12 juin 1700), fille de Francisco Diego Pascual de Borgia (9 mars 1596 - Gandia † 19 octobre 1664), 8e duc de Gandia (1632-1664), marquis de Llombay, comte de Oliva, dont :
  1. François (5 septembre 1643 † 10 septembre 1643) ;
  2. Isabelle Claire Eugénie (12 juillet 1644 † 5 octobre 1655) ;
2. Marguerite Alexandrine (1626 † 18 juillet 1651), mariée le 28 avril 1649 avec Eugène de Montmorency (1615 † janvier 1683), 3e prince de Robech, marquis de Morbecque, chevalier de la Toison d'or (1675, brevet no 510), dont postérité ;
3. Ernestine Françoise, dite « Jeanne » (9 avril 1628 † 10 octobre 1663), mariée le 3 mai 1656 avec Alexandre II de Bournonville (1612 - Bruxelles † 20 août 1690 - Pampelune), duc de Bournonville, vice-roi de Catalogne (1678-1684), vice-roi de Navarre (1686-1690), dont postérité ;
4. Claire Isabelle (2 novembre 1629 † 7 septembre 1670), mariée le 6 décembre 1648 avec Maximilian Willibald, Graf von Waldburg zu Wolfegg (18 septembre 1604 † 30 janvier 1667), comte de Waldburg-Wolfegg (de), gouverneur d'Amberg (en Bavière) et du Palatinat supérieur, dont postérité ;

- La troisième, le 29 mars 1632, avec la comtesse Marie Cleopha (11 juin 1599 † 26 février 1685), veuve de Jean-Jacques, comte de Bronckhorst et d’Anholt (en), fille de Charles II (1547 † 1606), comte de Hohenzollern-Sigmaringen, et d’Élisabeth de Culembourg, dont :

1. Charles-Eugène d'Arenberg (8 mai 1633 † 25 juin 1681 - Mons (Hainaut)), 2e duc d'Arenberg (1674-1681), 8e duc d'Aerschot, duc de Croÿ, comte de Seneghem, Baron de Sevenbergen, lieutenant-général du Hainaut (1675), chevalier de la Toison d'or (1678, brevet no 517), marié, le 18 juin 1660, avec Marie Henriette de Cusance (1er mai 1624 - Sancey † 8 mai 1701 - Louvain), comtesse de Champlitte, baronne de Perweys (Brabant), dame de Faucogney et de Vergy, dont postérité ;
2. Marie Thérèse (22 avril 1639 - Madrid † 18 janvier 1705 - Messkirch), mariée, le 4 janvier 1660 à Bruxelles, avec Franz Christoph zu Fürstenberg (28 juillet 1625 - Blumberg † 22 septembre 1671 - Hüfingen), dont postérité.

IV.) Charles-Eugène d'Arenberg (8 mai 1633 - Bruxelles † 25 juin 1681 - Mons (Hainaut)), 2e duc d'Arenberg et du Saint-Empire, 8e duc d'Aerschot, épousa, le 18 juin 1660, Marie Henriette de Cusance et de Vergy (19 octobre 1624 - Belvoir, comté de Bourgogne, † 8 mai 1701 - Louvain), "dite Mlle de Beauvois", comtesse de Champlitte, baronne de Perweys (Brabant), dame de Faucogney. Ensemble, ils eurent :
1. Philippe-Charles François d'Arenberg (14 mai 1663 † 25 août 1691 - Petrovaradin (Hongrie), des blessures reçues à la bataille de Slankamen), 3e duc d'Arenberg, prince d'Arenberg, 9e duc d'Arschot, capitaine général des gardes de l'Empereur germanique, chevalier de la Toison d'or, marié, le 12 février 1684 à Bruxelles, avec Maria Enrichetta del Carretto (20 septembre 1671 - Vienne (Autriche) † 22 février 1744 - Drogenbos, Brabant), marquise de Savone et de Grana, fille unique (née d'un premier mariage) de son beau-frère, dont postérité ;
2. Alexandre-Joseph (24 mai 1664 † Tué le 7 juillet 1683), prince d’Arenberg, engagé volontaire à la guerre de Hongrie, commandant d'une compagnie dans le régiment du comte de Taff, fut tué dans une rencontre avec une avant-garde de l’armée ottomane ;
3. Marie-Thérèse (25 juillet 1666 † 31 mai 1716), mariée le 10 juin 1683 avec Ottone Enrico del Carretto (1629 - Gênes, 15 juin 1685 - Mariemont), marquis de Savone, puis en secondes noces, le 10 février 1687 avec Louis Ernest van Egmond (1666 † 17 septembre 1693 - Bruxelles), général de la cavalerie de Sa Majesté catholique aux Pays-Bas.

V.) Philippe-Charles François d'Arenberg (10 mai 1663 † 25 août 1691 - Petrovaradin (Hongrie), des blessures reçues à la bataille de Slankamen), 3e duc d'Arenberg et du Saint-Empire, 9e duc d'Aerschot, épousa, le 12 février 1684 à Bruxelles, Maria Enrichetta del Carretto (20 septembre 1671 - Vienne (Autriche) † 22 février 1744 - Drogenbos, Brabant), marquise de Savone et de Grana, fille unique (née d'un premier mariage) de son beau-frère marquis de Grana, gouverneur général des Pays-Bas, dont il eut :
1. Marie-Anne (21 août 1689 † 24 avril 1736), mariée le 20 novembre 1707 avec François-Egon de La Tour (1675 † 1710), dit Le Prince d'Auvergne, comte d'Auvergne et marquis de Bergen-op-Zoom, fils de Frédéric-Maurice de La Tour d'Auvergne, comte d'Auvergne, dont une fille ;
2. Léopold-Philippe (14 octobre 1690 - Bruxelles † 4 mars 1754 - château d'Heverlee (nom local du château d'Arenberg (Brabant flamand)), 4e duc d'Arenberg, prince d'Arenberg, duc d'Arschot, prince de Porcéan, marquis de Mont-Cornet, comte de Lalaing et de Champlitte, baron de Perwez, seigneur d'Enghien, duc de Croÿ, feld-maréchal (lettres patentes du 20 mai 1737), commandant en chef des troupes impériales aux Pays-Bas, grand bailli du Hainaut, marié le 29 mars 1711 avec Maria Francesca Pignatelli (4 juin 1696 - Bruxelles † 3 mai 1766 - Bruxelles), princesse de Bisaccia, fille de Niccolò Pignatelli[9] (1658 † septembre 1719 - Paris), duc de Bisaccia, duc de Monteleón, vice-roi de Sardaigne (1687-1690), dont postérité.

VI.) Léopold-Philippe d'Arenberg (14 octobre 1690 - Bruxelles † 4 mars 1754 - château d'Heverlee (nom local du château d'Arenberg (Brabant flamand)), 4e duc d'Arenberg, 10e duc d'Arschot, grand d'Espagne chevalier de l'ordre de la Toison d'or (1700), avait épousé à Bruxelles, le 29 mars 1711, Marie Françoise Caroline Philippine Pignatelli di Bisaccia (4 juin 1696 - Bruxelles † 3 mai 1766 - Bruxelles), fille de Niccolò Pignatelli (1658 † septembre 1719 - Paris), duc de Bisaccia, baron de Cerignola, général d'artillerie de S.M.C. aux Pays-Bas (en 1704) et colonel d'un régiment de fusilliers, et de sa femme, Marie Claire Angéline d'Egmont (1661-1714), fille du prince de Gavre. Ensemble, ils eurent :
1. Marie Victoire d'Arenberg (26 octobre 1714 - Bruxelles † 13 avril 1793 - Strasbourg (Bas-Rhin)), mariée, le 7 décembre 1735 à Neuhaus (en Bohême)[10], avec Auguste-Georges de Bade-Bade (14 janvier 1706 - Rastatt † 21 octobre 1771 - Rastatt), margrave de Bade-Bade (Baden-Baden, 1761-1771), sans postérité ;
2. Marie Adélaide (30 septembre 1719 † 23 février 1792), chanoinesse de Château-Chalon, dame de l'ordre de la Croix étoilée (3 mai 1744) ;
3. Charles Marie Raymond d'Arenberg (1er avril 1721 - château d'Enghien, Hainaut † 17 août 1778 - château d'Enghien), 5e duc d'Arenberg, prince du Saint-Empire, 11e duc d'Aerschot, grand bailli du Hainaut, conseiller d'État, feldmarschall des armées de L.M.I. et R., général d'artillerie, gouverneur de Mons, marié (par contrat, avec procuration, du 10 juin 1748, Paris), le 18 juin 1748 avec Louise-Marguerite de La Marck, comtesse de La Marck (18 août 1730 - Paris † 10 août 1820 - Heverlee), comtesse de La Marck et de Schleiden, baronne de Lummen, de Seraing-le-Château et de Saffenburg (de), dame de Bienassis, fille et héritière unique de Louis-Engelbert (bg), fils de Louis-Pierre de La Marck et de Marie-Marguerite-Françoise de Rohan-Chabot, dernier descendant mâle des comtes de La Marck (branche issue du Sanglier des Ardennes et de son fils aîné Jean Ier seigneur de Lumain et de Schleiden), dont postérité ;
4. Marie Flore (23 octobre 1722 - Enghien † 10 février 1776 - Bruxelles), dame de l'ordre de la Croix étoilée (3 mai 1744), mariée, le 12 janvier 1744 à Heverlee, avec Jean Charles Joseph de Mérode (3 décembre 1719-10 août 1774), comte de Mérode-Montfort, marquis de Deynze, baron de Duffel, sans postérité ;
5. Léopold Charles (13 septembre 1726 † 14 décembre 1745).

VII.) Charles Marie Raymond d'Arenberg (1er avril 1721 - château d'Enghien, Hainaut † 17 août 1778 - château d'Enghien), 5e duc d'Arenberg, 10e duc d'Arschot, grand d'Espagne, chevalier de l'Ordre de la Toison d'or, épousa (par contrat, avec procuration, du 10 juin 1748, Paris), le 18 juin 1748, Louise-Marguerite de La Mark (18 août 1730 - Paris † 10 août 1820 - Heverlee), comtesse de La Marck et de Schleiden, baronne de Lummen, de Seraing-le-Château et de Saffenburg (de), dame de Bienassis, fille unique et seule héritière de Louis-Engelbert (bg), dernier comte de La Marck et dernier descendant mâle de cette famille, dont il eut huit enfants :
1. Louis-Engelbert (3 août 1750 - Bruxelles † 7 mars 1820 - Bruxelles), 6e duc d'Arenberg, duc d'Aerschot, duc de Meppen (Allemagne), prince de Recklinghausen (Ruhr), comte d'Arenberg et de l'Empire (1808), marié le 19 janvier 1773, (contrat de mariage du 17 janvier 1773), avec Pauline-Louise de Brancas (23 novembre 1755 † 10 août 1812 - Paris), fille de Louis-Léon de Brancas (3 juillet 1733 - Versailles † 9 octobre 1824 - Paris), 3e duc de Lauraguais (1755), 6e duc de Villars, dont postérité ;
  1. Voir #Scission des branches ducales belges et françaises ;
2. Maria Franziska Caroline Léopoldine Josepha (13 juillet 1751 † 26 août 1812), princesse d'Arenberg, mariée le 12 octobre 1766 avec Joseph-Niklas zu Windisch-Graetz (de) (6 décembre 1744 - Vienne (Autriche) † 24 janvier 1802 - Stiekna), comte de Windisch-Graetz, dont postérité ;
3. Marie Flore (25 juin 1752 - Bruxelles † 15 avril 1832 - Bruxelles), princesse d'Arenberg, mariée, le 18 avril 1771 au château d'Heverlee, avec Wolfgang-Guillaume (28 avril 1750 - Bruxelles † 17 mai 1804 - Bruxelles), 3e duc d'Ursel (1775), duc d'Hobocque, « prince d'Arches et de Charleville », comte du Saint-Empire, dont postérité :
4. Auguste Marie Raymond (30 août 1753 - Bruxelles † 26 septembre 1833 - Bruxelles), prince d'Arenberg, seigneur de Lummen, de Raismes (1784-1789), grand d'Espagne de 1re classe, plus connu sous le nom de Comte de La Marck Lieutenant-général, diplomate et député aux États généraux de 1789, marié, le 23 novembre 1774 au château de Raismes, près de Valenciennes, Marie-Françoise Le Danois (3 septembre 1757 - Raismes † 18 septembre 1810), fille de François Joseph Le Danois, marquis de Joffreville (13 septembre 1731 - Nouvion-Porcien † 1759) et filleule de François Marie Le Danois, marquise de Cernay, baronne de Bousies, dame de Raismes, héritière des biens susdits. De cette union, il n'aura qu'un fils, dernier mâle de sa branche :
  1. Ernst Engelbert Louis Marie (25 mai 1777 † 20 novembre 1857), prince d'Arenberg, marié, le 26 septembre 1842 avec Sophie (8 janvier 1811 † 15 février 1901), princesse d'Auersperg, dont une fille :
    1. Eléonore (19 février 1845 - Vienne (Autriche) † 28 novembre 1919 - Montreux), mariée, le 27 mai 1868, à son cousin (petit-fils de Louis-Engelbert d'Arenberg), le duc Engelbert-Auguste d'Arenberg, dont postérité ;
5. Marie-Louise (29 janvier 1754 (ou 1764) - Bruxelles † 1er mars 1838 - Vienne, inhumée à l'abbaye de Tegernsee), princesse d'Arenberg, mariée, le 21 septembre 1781 à Heverlee, Ludwig Joseph von Starhemberg (de) (12 mars 1762 - Paris † 2 septembre 1833 - Dürnstein), 2e prince de Starhemberg (de), dont postérité ;
6. Charles Joseph (18 avril 1755 † 28 mai 1775) ;

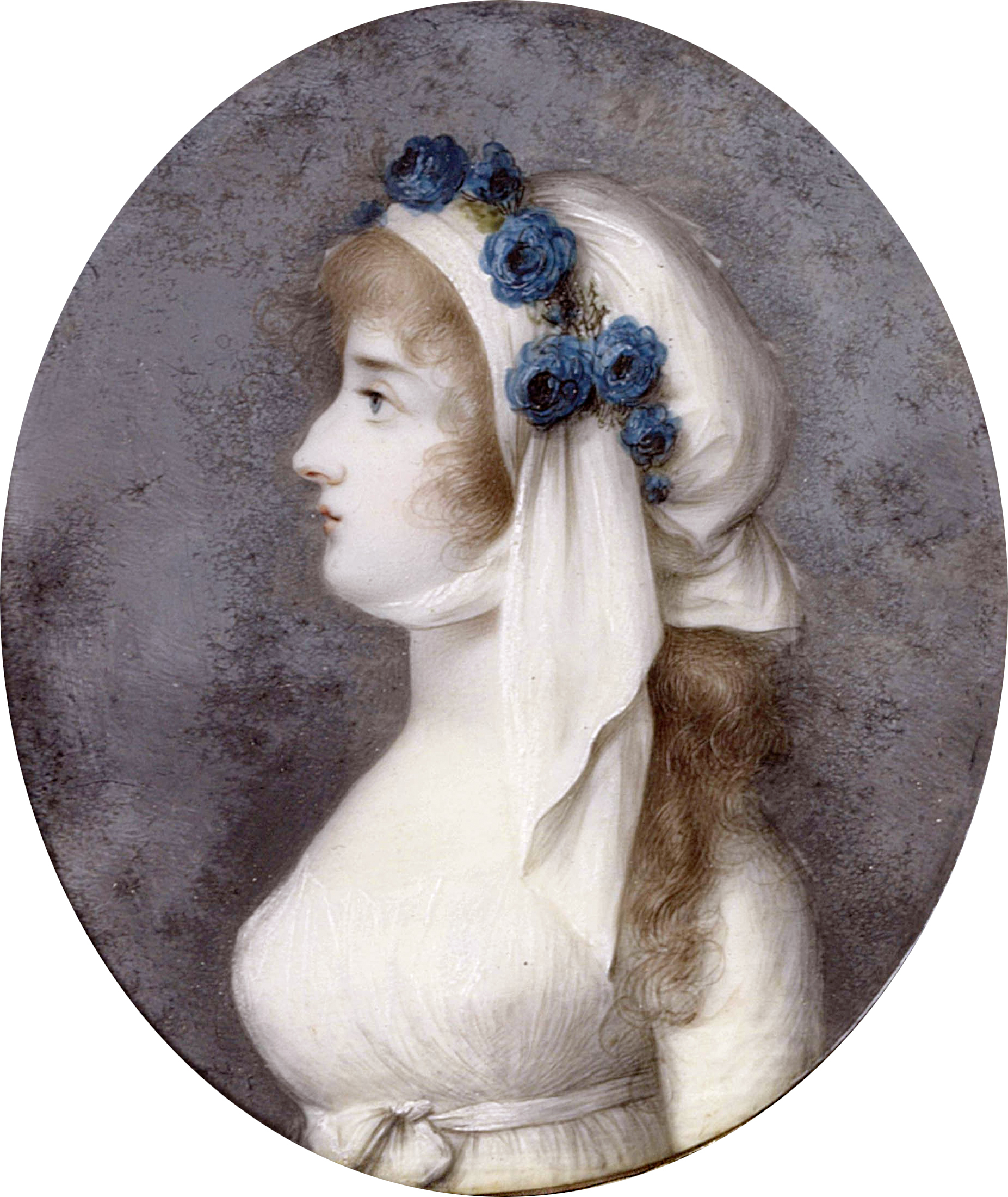
Elizaveta Borissovna Chakhovskaïa.

7. Elizaveta Borissovna Chakhovskaïa.Louis Marie Eugène (19 février 1757 - Bruxelles † 30 mars 1795 - Rome), prince d'Arenberg, colonel d'infanterie allemande, marié, le 30 juin 1788 à Paris, avec Marie de Mailly-Rubempré-Nesle[11] (1766 - Paris † 24 décembre 1789 - Paris, paroisse de La Madeleine), dame d'Ivry-sur-Seine, dont une fille : Amélie-Louise-Julie, puis, le 13 février 1792 à Paris, avec Elisaveta Borissovna Chakhovskaïa[12] (29 novembre 1773 - Moscou † 27 octobre 1796 - Moscou) dont il eut aussi une fille. D'une relation extraconjugale avec Madeleine d'Amerval, il eut un fils :
  1. Amélie Louise Julie (10 avril 1789 - Paris, paroisse de La Madeleine † 4 avril 1823 - Bamberg : « Schloss Banz » ou paroisse Saint Georges), princesse d'Arenberg, mariée le 26 mai 1807 à Bruxelles, avec Pie Auguste de Wittelsbach (1er août 1786 - Landhust † 3 août 1837 - Bayreuth), duc en Bavière, comte palatin de Birkenfeld (de)[13], lieutenant-général dans l'armée bavaroise, dont postérité : Max, père entre autres enfants de Sissi ;
  2. Catherine (1er décembre 1792 † 1er août 1794) ;
  3. un fils bâtard.

VIII.) Louis-Engelbert d'Arenberg (3 août 1750 - Bruxelles † 7 mars 1820 - Bruxelles), 6e duc d'Arenberg, 12e duc d'Aerschot, duc de Meppen, prince de Recklinghausen, comte d'Arenberg et de l'Empire (1808), marié le 19 janvier 1773, (contrat de mariage du 17 janvier 1773), avec Pauline-Louise de Brancas (23 novembre 1755 † 10 août 1812 - Paris), fille de Louis-Léon de Brancas (3 juillet 1733)- Versailles † 9 octobre 1824 - Paris), 3e duc de Lauraguais (1755), 6e duc de Villars, dont une fille et deux fils ;
1. Pauline d'Arenberg (2 septembre 1774 - Bruxelles † brûlée vive dans la nuit du 1er au 2 juillet 1810 - Ambassade d'Autriche à Paris), mariée le 25 mai 1794 à Heverlee (Belgique) à Joseph II, prince de Schwarzenberg et duc de Krumau (1769-1833); dont postérité;
2. Prosper-Louis d'Arenberg (1785 † 1861), Auteur de la Branche ducale belge 
7e duc d'Arenberg, 13e duc d'Aerschot, marié en premières noces, sur ordre de l'Empereur Napoléon Ier, le 1er février 1808 à Paris, avec Stéphanie Tascher de la Pagerie (1788-1832), nièce de l'Impératrice Joséphine élevée au rang de princesse française, sans postérité. Divorcés le 29 août 1816, ce mariage a été annulé par jugement du Tribunal civil du Département de la Seine le 29 août 1816, par sentence de l'Officialité de Paris le 27 mars 1817, enfin par Bulle du Pape Pie VII le 21 août 1818. Marié en secondes noces, le 26 janvier 1819 avec la princesse Ludmilla de Lobkowicz (1798-1868) dont postérité;
3. Pierre d'Arenberg (1790 † 1877), Auteur de la Branche ducale française
prince d'Arenberg et 1er duc (français) d'Arenberg. Il épousa, en premières noces, à Paris le 27 janvier 1829, Alix Marie Charlotte de Talleyrand-Périgord (1808 -1842). Veuf, il convola en secondes noces, le 19 juin 1860 à Vienne (Autriche), avec Caroline Léopoldine Jeanne, princesse de Kaunitz-Rietberg-Questenberg (1801-1875) veuve d'Antoine Gundaccar, comte de Starhemberg, dont postérité.

#### Scission des branches ducales belges et françaises
- Louis Engelbert Marie Joseph Augustin, 6e duc d'Arenberg (1750-1820) 
 x (1773) Louise de Brancas-Villars, comtesse de Lauragais (1755-1812)
  - Pauline Charlotte (1774-1810) 
 x (1794) Joseph II, prince de Schwarzenberg (1769-1833)
  - Louis Engelbert (1777)
  - Prosper Louis, 7e duc d'Arenberg (1785-1861)  
 x (1) (1808-1816) Stéphanie Tascher de la Pagerie (1788-1832) (sans postérité)  
x (2) (1819) Marie Ludmilla princesse Lobkowicz (1798-1868)
    - Louise Paula Sidonie (1820-1853)
    - Marie-Flore Pauline (1823-1861)  
x (1841) Camillo Borghese, prince Aldobrandini (1816-1902)
    - Engelbert Auguste Antoine, 8e duc d'Arenberg (1824-1875) 
 x (1868) Eleonore d'Arenberg (1845-1919)
      - Marie Ludmilla Rose (1870-1953) 
x (1888) Karl, duc de Croÿ (1859-1906)
      - Sophie Aloïse Carola (1871-1961) 
 x (1889) Jean Baptiste d'Arenberg (1850-1914) (Voir ci-dessous)
      - Engelbert Prosper Ernest, 9e duc d'Arenberg (1872-1949) 
 x (1897) Hedwige, princesse de Ligne (1877-1938)
        - Engelbert-Charles Marie, 10e duc d'Arenberg (1899-1974)  
x (1) (1939) Valerie de Schleswig-Holstein (1900-1953) 
 x (2) (1955) Mathild Callay (1913-1989)
        - Erik Engelbert, 11e duc d'Arenberg (1901-1992)  
x (1949) Marie-Thérèse de la Poëze d'Harambure (1911-2005)
          - (adoptée) Lætitia Marie Madelaine Susanne Valentine de Belsunce d'Arenberg (es) (1941- )

        - Lydia Hedwig Eléonore (1905-1977)  
x (1928) Philibert de Savoie-Gênes, duc de Gênes (1895-1990)

      - Marie-Salvatrix Carola (1874-1956) 
 x (1896) Stefan prince de Croÿ (1872-1932)
      - Charles-Prosper Marie (1875-1948)  
x (1) (1917-1920) Emily Willner (1885- ?)  
x (2) (1923) Anka Baric (1893-1981)

    - Pierre Antoine-François (1826-1910) 
x (1847) Marie-Ghislaine de Mérode (1830-1892)
      - Philippe de Néri Marie Prosper (1848-1906)
      - François d'Assise d'Arenberg (1849-1907)
      - Jean Baptiste Engelbert (1850-1914) x (1886) Sophie d'Arenberg (1871-1961) (Voir ci-dessus)
        - Antoine-Guillaume (1891-1919)
        - Evrard-Engelbert Marie (1892-1969)  
x (1920) Anne-Louise de Merode (1894-1969)
          - Jean-Engelbert, 12e duc d'Arenberg (1921-2011) 
x 1 (1946) Ingeborg Ehrhardt (1917-2009)
            - Evelyn Fuerer (1949- )
            - Oliver Griffith (1954- )

          - 
 x 2 (1955) Sophie Marie-Thérèse de Bavière (1935- )
            - Léopold Engelbert Evrard, 13e duc d'Arenberg (1956- )
x (1995) Isabel-Juliana zu Stolberg-Stolberg (1963- )
              - Natasha Sophie Gaspara (1996- )
              - Philippe-Leopold Jean (1999- )
              - Alexandre Pierre Ernest Franz Joseph Balthazar (2001- )

            - Charles-Louis Felix Melchior (1957- )
x (1988) Fiammetta Frescobaldi Franceschi Marini (1959- )
              - Anne-Hélène Sophie Vittoria (1989- )
              - Evrard Guillaume Engelbert (1996- )

            - Marie-Gabriele Elisabeth (1958- )
 x (1984) Gilles Morel de Boncourt (1955- )
              - Maïté Morel de Boncourt (1984- )
              - Charlotte Morel de Boncourt (1986- )
              - Antoine Morel de Boncourt (1990- )
              - Louis Morel de Boncourt (1996- )

            - Henri Antoine Marie (1961- )
x (2001) Marie Thérèse de Spoelberch (1972- )
              - Charles-Ferdinand (2002- )
              - Joia Sophie Claude (2003- )

            - Étienne Albert Marie Melchior (1967- )
x (1994) Adrienne Keller (1970- )
              - Amélie Claire Sophie Gaspara (2000- )
              - Larissa Lydia Louise Melchiora (2002- )

          - Antoine-Guillaume Louis (1923-2009)
x (1967) Maria Carvajal y Xifre (1917-1968)
          - Stéphane Eberhard Marie (1925-1985)
          - Marie-Elisabeth Jeanne (1929-1996)
x (1958) Don Guido Orazio, duc de Borea d'Olmo (1925-2009)
            - Maria Cristina Anna Camilla Borea d'Olmo (1959- )
x (1985) Nob. Bernardo dei Conti Nodari Mocenigo Soranzo (1958- )
              - Tommaso Corrado Guido Orazio Nodari Mocenigo Soranzo (1988- )
              - Corrado Emanuele Guido Nodari Mocenigo Soranzo (1992- )

            - Lydia Isabella Maria Giulia Borea d'Olmo (1963- )
x (1996) Nob. Carlo Cultrera dei Baroni di Montesano (1966- )
              - Sofia Maria Cristina Cultrera di Montesano (1998- )

        - Marie-Eleonore Sophie (1894-1964)
        - Robert-Prosper Paul (1895-1972)
x (1922) Gabrielle von Wrede (1895-1971)
          - Rose-Sophie Caroline (1922-2012)
x (1943) Karl Theodor von und zu Guttenberg (1921-1972)
(dont postérité)
          - Anna-Eugénie Pauline (1925-1997)
x (1952) SAI et R Archiduc Felix d'Autriche (1916-2011) (dont postérité)

        - Eugène Antoine Engelbert (1897-1970) (sans postérité)
        - François Léopold Antoine Engelbert (1897-1961) (sans postérité)

    - Charles (1829-1831)
    - Charles Marie Joseph (1831-1896)
x Julie Hunyady de Kéthely (1831-1919) (sans postérité)
    - Joseph Léonard Balthazar (1833-1896)
x (1865) Francisca de Liechtenstein (1833-1894)
      - Franziska (1867)

  - Philémon Paul Marie (1788-1844)
  - Pierre d'Alcantara Charles Marie (1790-1877), 1er duc français d'Arenberg (1824)
x (1) (1829) Alix de Talleyrand-Périgord (1808-1842)
    - Marie Nicolette Augustine (1830-1905)
x (1849) Charles comte de Merode, marquis de Westerloo (1824-1892)
    - Ernest Marie Pierre (1833-1837)
    - Louis Charles Marie (1837-1870)
    - Auguste Louis Albéric, 2e duc français d'Arenberg (1837-1924)
x (1868) Jeanne Marie Louise Greffulhe (1850-1891), fille de Louis-Charles Greffulhe
      - Alix Jeanne Marie (1869-1924)
 x (1888) Pierre Adolphe marquis de Laguiche (1859-1940)
      - Charles-Louis Pierre (1871-1919)
 x (1904) Antoinette Hélène Emma Louise de Gramont (1883-1958)
        - Charles-Auguste Armand, 3e duc français d'Arenberg (1905-1967)
x (1960) Margaret Wright Bedford (1932-1977)
          - Pierre-Frédérick Henri, 4e duc français d'Arenberg (1961- )
x (1) (1995) Marie Christine Kraff de Laubadère
            - Aliénor d'Arenberg

          - x (2) (1997) Sylvia de Castellane (1963- )
            - Lydia Athenaïs Margaret (1998- )
            - Dorothée-Anastasja Elise (2000- )

        - Armand-Louis Hélie (1906-1985)
x (1941) Gabrielle Marie de Lambertye-Gerbéviller (1920-2022)
          - Marie-Virtudes (Mirabelle) (1947- )
x (1) (1967-1983) Louis-Jean Loppin de Montmort (1943-1996)
            - Alban Loppin de Montmort (1968-1985)
            - Cordélia Loppin de Montmort (1977- )
x (2008) Matthieu Vincent(1973- )
              - Victoire (2009- )
              - Paul (2012- )

          - x (2) (1983) Georges Hervet (1924- )
            - Olivier Hervet (1986- )

          - Charles-Louis (1949- )
x (1) (1975) (div) Philomène Toulouse (1939- )
            - Marie Gabrielle (1977- )

          - x (2) (2005) Diane d'Harcourt (1954- )
            - Jeanne Hélène (1909-1964)
x (1933) Jean-Louis de Cossé Brissac (1898-1936)

      - Louise Marie Charlotte (1872-1958)
x (1892) Louis de Vogüé (1868-1948)
      - Ernest Hélie Charles Marie (1886-1915)
x (1908) Thérèse de La Rochefoucauld (1888-1958)

  - Philippe Joseph (1794-1815)

#### Rameau des princes de Barbançon
1. Robert d'Arenberg (11 novembre 1564 † 2 mars 1614), 1er prince de Barbançon (8 février 1614), seigneur de Rotselaar, marié en juin 1588 avec Claudine (12 novembre 1569 † février 1632), née posthume, fille de Jean Philippe II de Salm-Neuviller (ou Salm-Dhaun) (30 septembre 1545 † Tué le 3 octobre 1569 - bataille de Moncontour), dont :
  1. Albert François (22 juillet 1600 † 8 avril 1674 - Madrid), 2e prince de Barbançon, gouverneur de Namur, marié le 8 mai 1616 avec Marie de Barbançon (20 avril 1602 † après 1675), vicomtesse de Dåve, fille de Evrard de Barbançon ( † 31 décembre 1608), vicomte de Dave, dont :
    1. Marie Dorothée Caroline (1622-1646), mariée en 1636 avec Ottavio Piccolomini d'Aragona (11 novembre 1599 - Florence † 11 août 1656), 1er prince Piccolomini, 7e duc d'Amalfi, seigneur de Nachod, feld-maréchal imperial ;
    2. Isabelle (1623 - Barbançon † 17 août 1678 - Paris), mariée en premières noces, le 4 novembre 1637 à Anvers, avec Albert François de Lalaing ( † 1643), comte de Hoogstraeten, dont une fille, Marie Gabrielle de Lalaing ( † 8 février 1709 - Anvers), comtesse de Hoogstraten ; puis, en secondes noces, le 15 mai 1651 à Bruxelles, avec Ulrich de Wurtemberg-Neuenbourg (de) (15 mai 1617 - Stuttgart † 5 décembre 1671 - Stuttgart), duc de Württemberg-Neuenbourg, dont Marie Anne Ignace (27 décembre 1652 † 1693), duchesse de Württemberg-Neuenbourg
    3. Jacques Claude (13 mars 1624 † 1644) ;
    4. Octave Ignace (12 mars 1643, 3e prince de Barbançon (1674-1693), gouverneur de Namur pendant le siège de 1692, † tué le 29 juillet 1693 à la bataille de Neerwinden[14]. Comte d'Aigremont et de La Roche-en-Ardenne, vicomte d'Aure,seigneur de Villemont[réf. nécessaire], marié, le 17 janvier 1672 avec Teresa María Manrique de Lara (1er août 1696), fille du 1er comte de Frigiliana (es), dont :
      1. María Teresa Joaquina (12 mars 1673 † 10 juillet 1738), mariée en 1695 avec Isidro Thomas Folch de Cardona ( † 1699), marquis de Guadalest ; en 1700 avec Gaspar Antonio de Guzmán ( † 1712 - Barbastro), capitaine général de Galice ; le 14 décembre 1714 avec Henri de Wignacourt, comte de Lannoy, dont une fille ;
      2. María Manuela (26 décembre 1693 † 28 juin 1742), mariée 28 juin 1696 à Madrid, avec Agustín Hurtado de Mendoza, 7e comte de Orgaz (es), sans postérité ; mariée en 1713 avec Jaime Fernández de Híjar de Portugal y Silva (né en 1695), dont un fils ;

#### Rameau des princes de Chimay
1. Alexandre « de Croÿ-Chimay Arenberg » (15 septembre 1590 - Bruxelles † Tué le 16 août 1629 - Wesel, lors de la tentative infructueuse des troupes espagnoles de lever le siège de Bois-le-Duc, comte de Beaumont, 6e prince de Chimay (1612), marié le 21 novembre 1613 avec Madeleine d'Egmont ( † 7 novembre 1663 - Cologne), fille de Charles d'Egmond (1567-1620), comte d'Egmont, prince de Gavre, dont :
  1. Isabelle Françoise (1er avril 1615 † 16 janvier 1677), mariée le 5 juillet 1636 avec Aloisio de Gonzague-Bozzolo (1599 † 1660), dont postérité ;
  2. Anne Isabelle (1616 † 1658), princesse de Chimay, mariée, le 8 octobre 1641 à Bruxelles, avec Eugène de Hénin-Liétard (1614 † 18 décembre 1656 - Bruxelles), 7e comte de Boussu (de), marquis de Veere (de), Haut et souverain-bailli du pays et comté d'Alost, dont postérité ;
  3. Albert Alexandre « de Croÿ-Chimay Arenberg » (15 février 1618 - Bruxelles † 16 novembre 1643 - Bruxelles), 7e prince de Chimay (1629), duc de Croÿ, marié le 8 novembre 1635 avec sa cousine Claire Eugénie (23 octobre 1611 † 24 décembre 1660), dame de Beuvrages et de Chaumont[Lequel ?], fille de Philippe-Charles, prince d'Arenberg, sans postérité ;
  4. Philippe « de Croÿ-Chimay Arenberg » (8 mai 1619 - Bruxelles † 12 janvier 1675 - Luxembourg), 8e prince de Chimay (1643), marié, le 21 février 1642 à Bruxelles, avec Théodora Maximilienne Jossine de Gavre ( † 1676), comtesse de Frésin, dont :
    1. Ernest Alexandre « de Croÿ-Chimay Arenberg » (26 décembre 1643 - château d'Ollignies † 3 juin 1685 - Pampelune), 9e prince de Chimay (1675), chevalier de la Toison d'or, marié, le 18 octobre 1675 à Madrid, avec María Antonia de Cárdenas, Princesse[15] d'Ulloa, de Balsa (vers 1655 † 28 août 1691), sans postérité.

## Principales alliances
La maison d'Arenberg s'est unie aux plus illustres familles que pouvaient compter les Pays-Bas méridionaux et le Saint-Empire, d'une part ; le royaume de France et l'Europe d'autre part :
Les maisons d'Egmond, de Croÿ, de Lalaing, le comte d'Isembourg (de), maison de Melun, de Berlaymont, de Hohenzollern-Sigmaringen, Spinola, de Mérode, de Hornes (de), Borja (Borgia), de Montmorency-Robech, le duc de Bournonville, Waldburg-Wolfegg (de), de Cusance, zu Fürstenberg, de Salm-Neuviller, de Barbançon, Piccolomini d'Aragona, von Württemberg, Manrique de Lara, Folch de Cardona, de Guzmán, de Mendoza, de Gonzague-Bozzolo, de Hénin-Liétard, de La Tour d'Auvergne, Pignatelli, de Bade, d'Ursel, de Starhemberg, de La Guiche, de Tascher, von Wrede, Borghese, Gramont de Lesparre, de Vogüé (1892), d'Auersperg, de Windisch-Graetz (1766), de Wittelsbach (duc en Bavière, comte palatin de Birkenfeld (de)), de Mailly-Rubempré, Lobkowicz, Talleyrand-Périgord, de Savoie-Gênes, zu Stolberg-Stolberg, de Spoelberch, von und zu Guttenberg, « von und zu » Liechtenstein, de Schwarzenberg, de La Poëze d'Harambure, de Castellane, de Lambertye etc.

## Châteaux, seigneuries, terres

### Châteaux

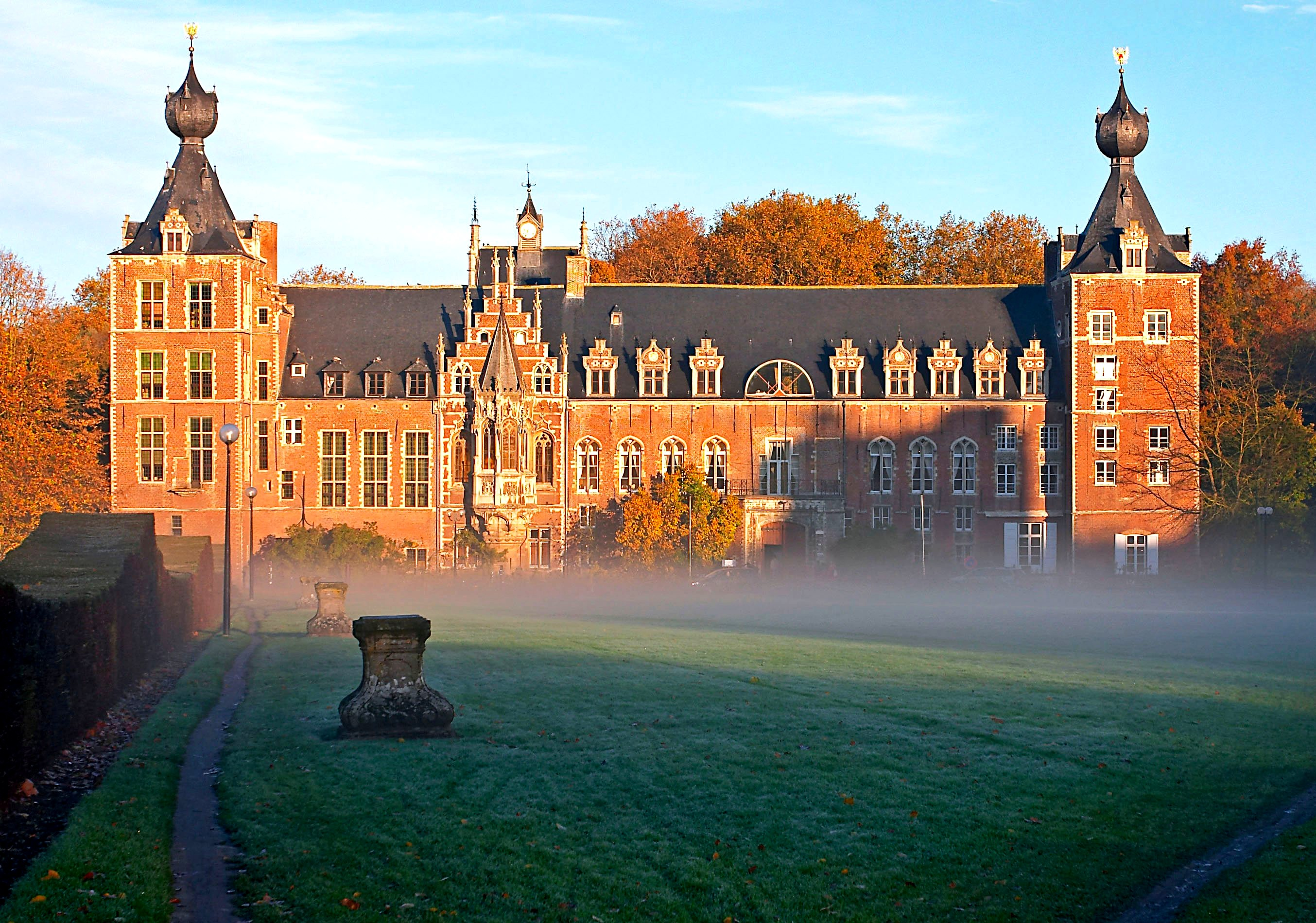
Château d'Arenberg (Brabant flamand)
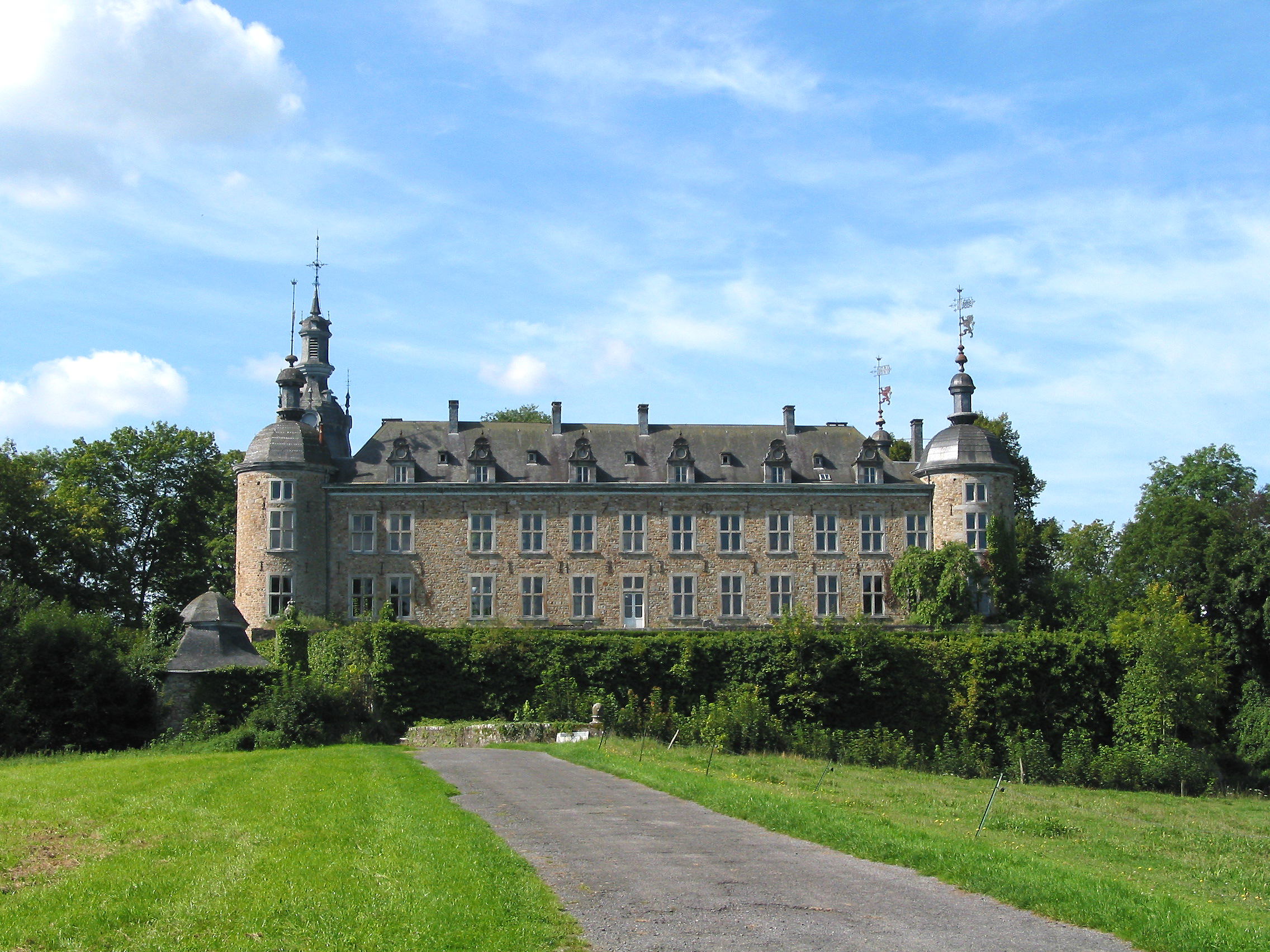
Château de Mirwart
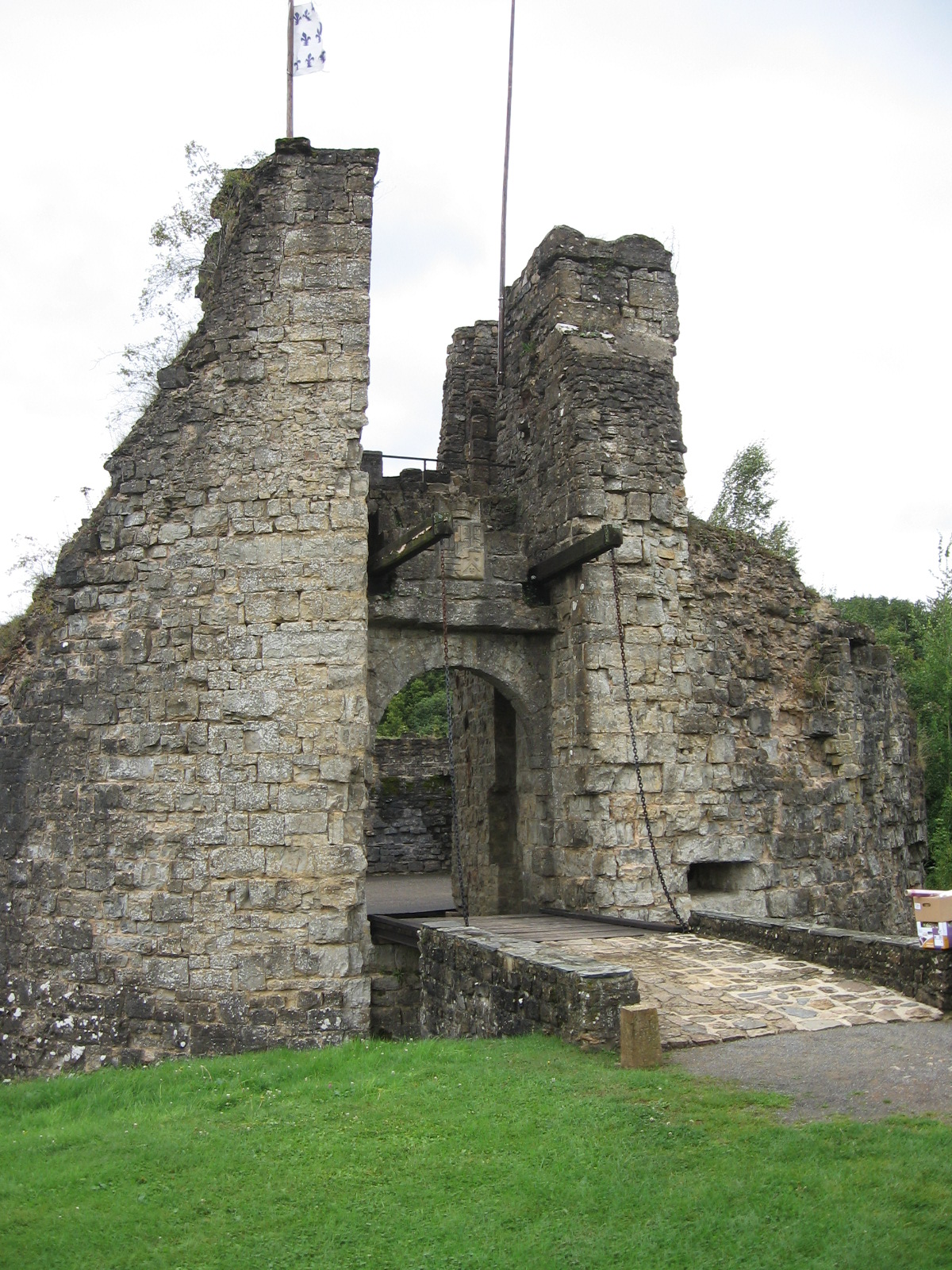
Château de Montcornet
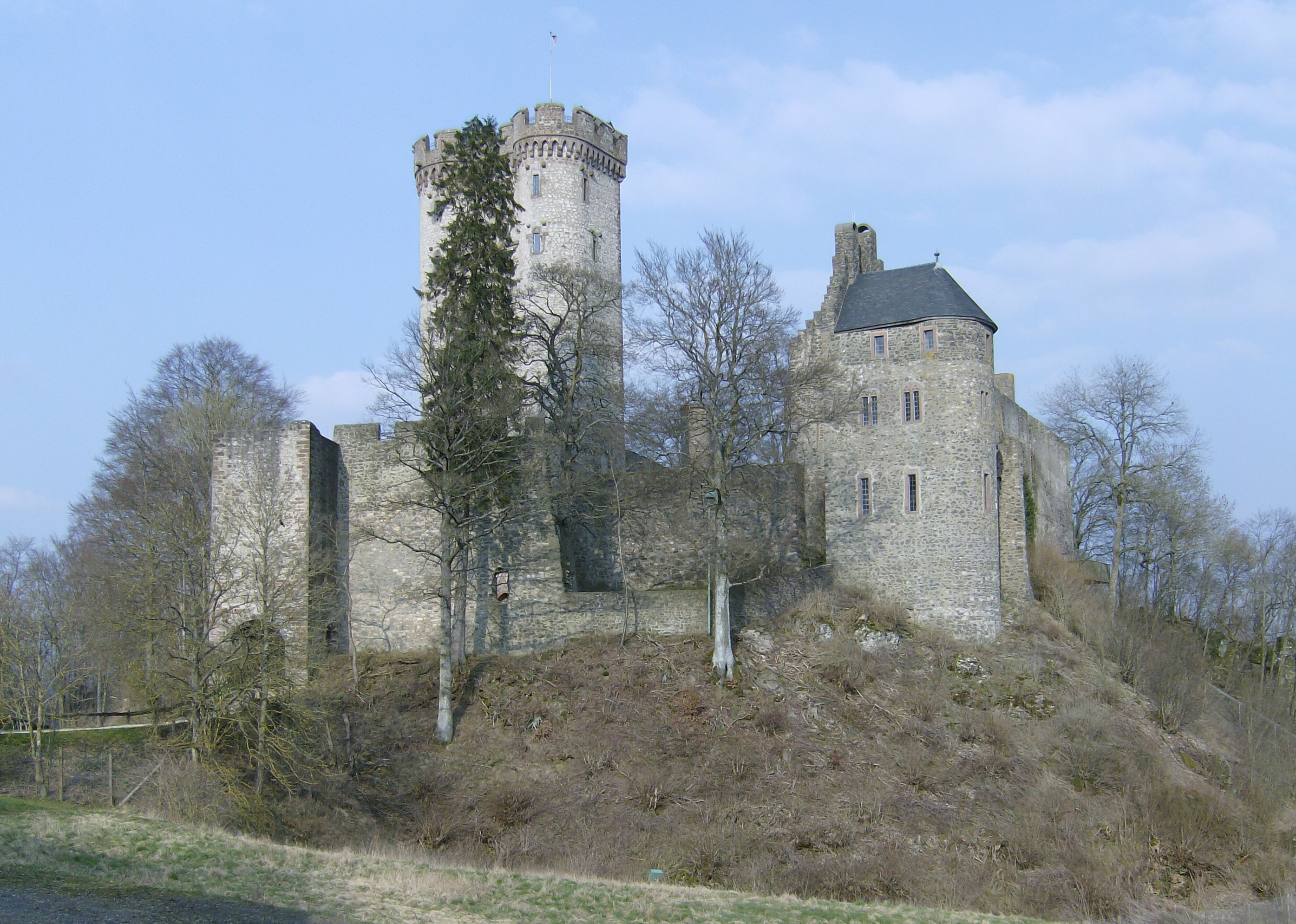
Château de Kasselburg (de) (Gerolstein)
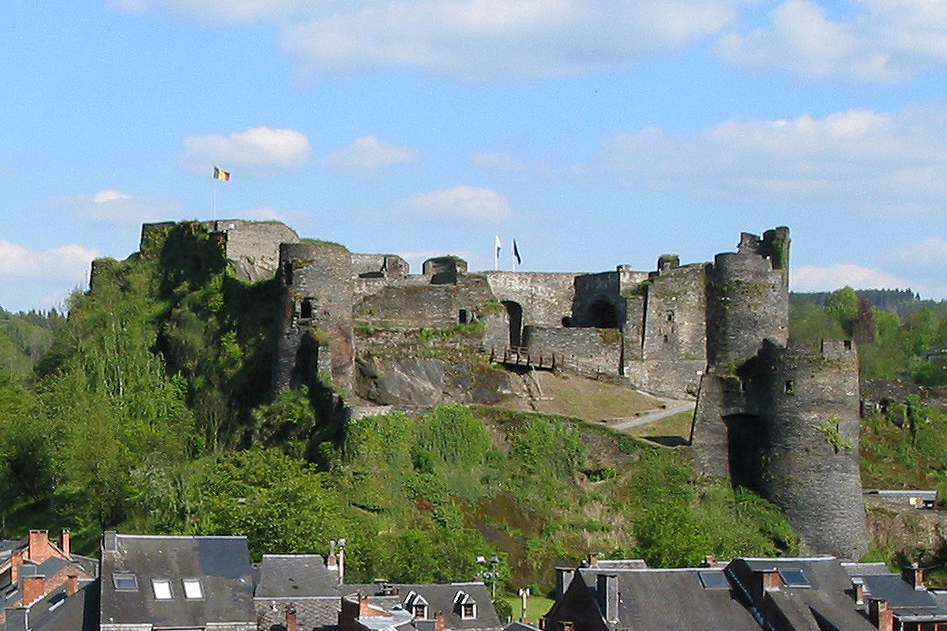
Château de La Roche-en-Ardenne
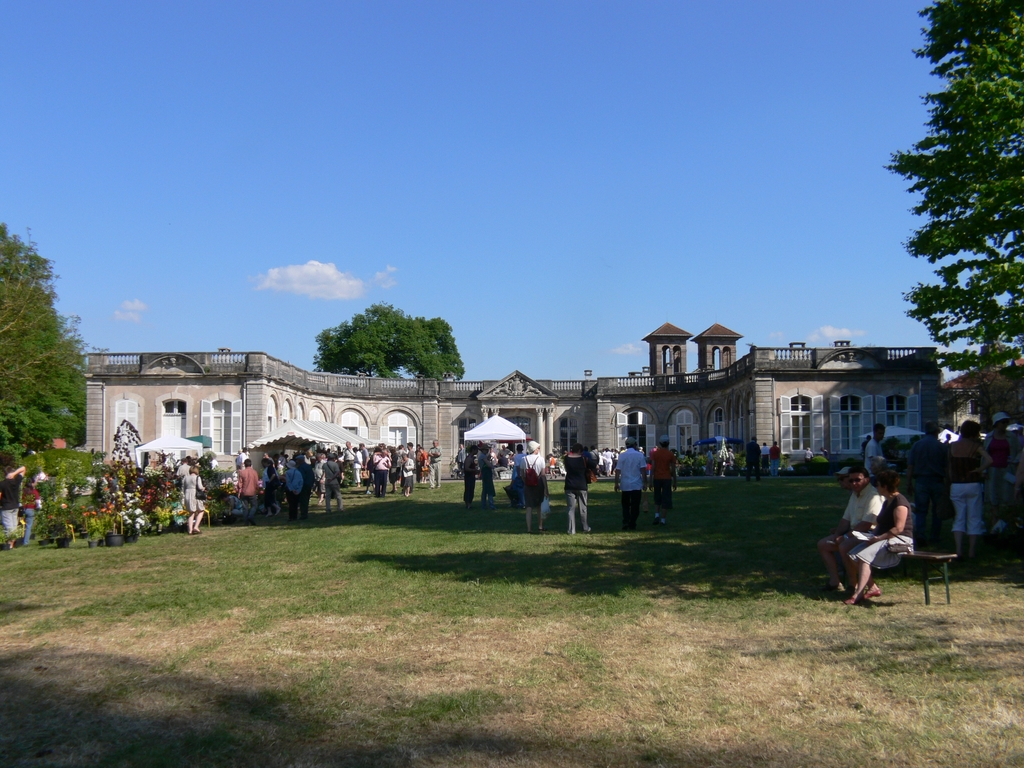
Château de Gerbéviller
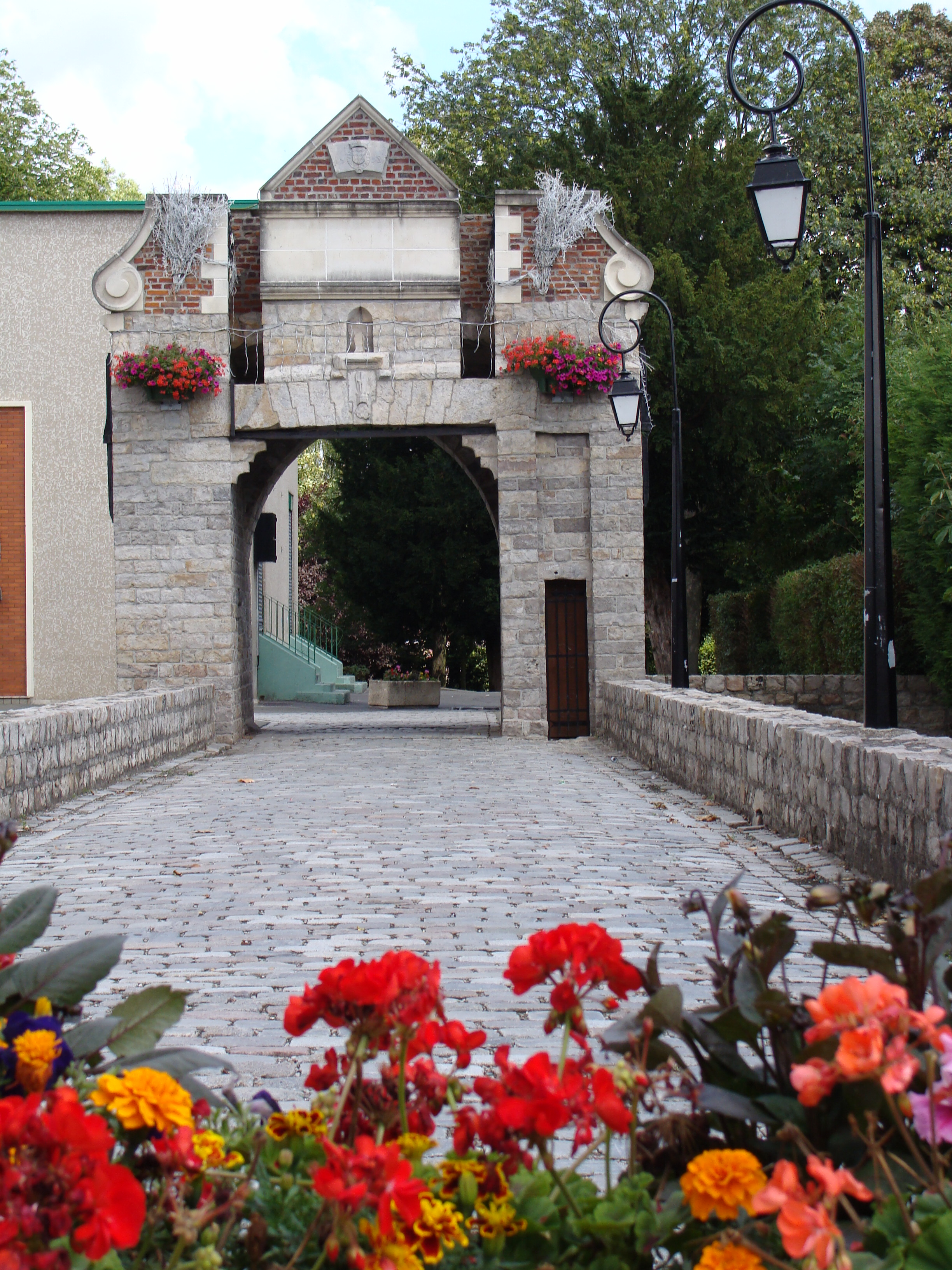
Vestiges de l'entrée du château de Lallaing
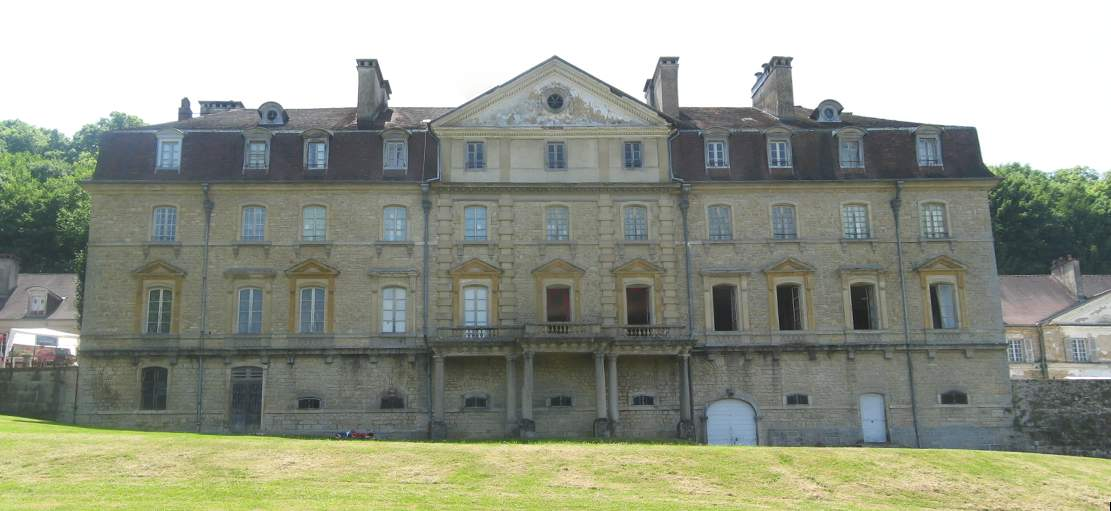
Château d'Arlay
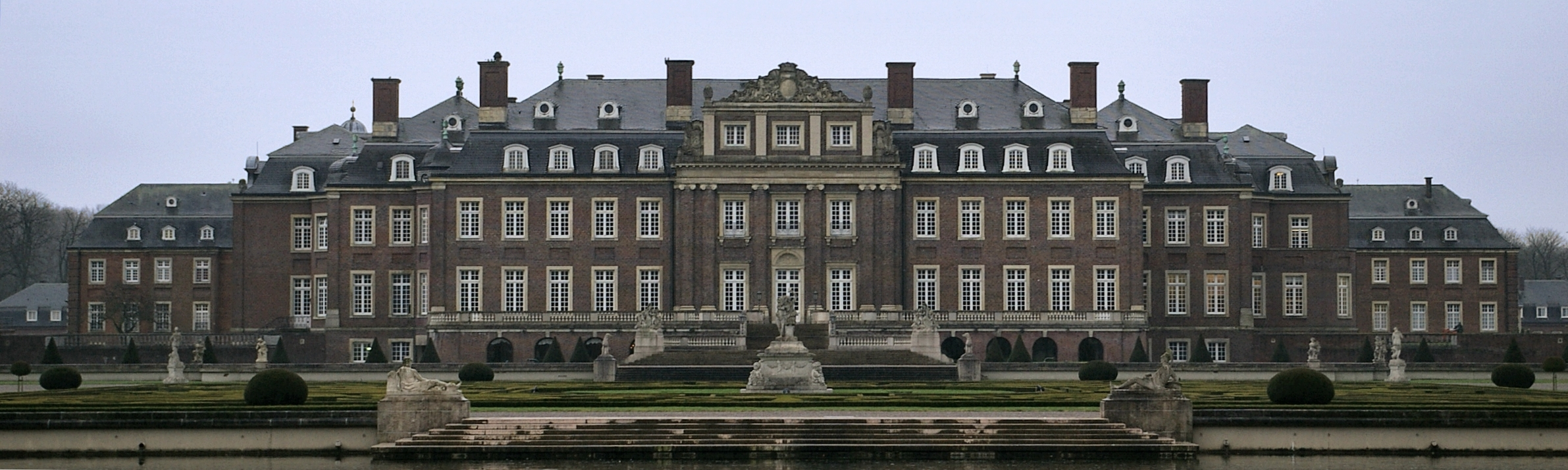
Château de Nordkirchen
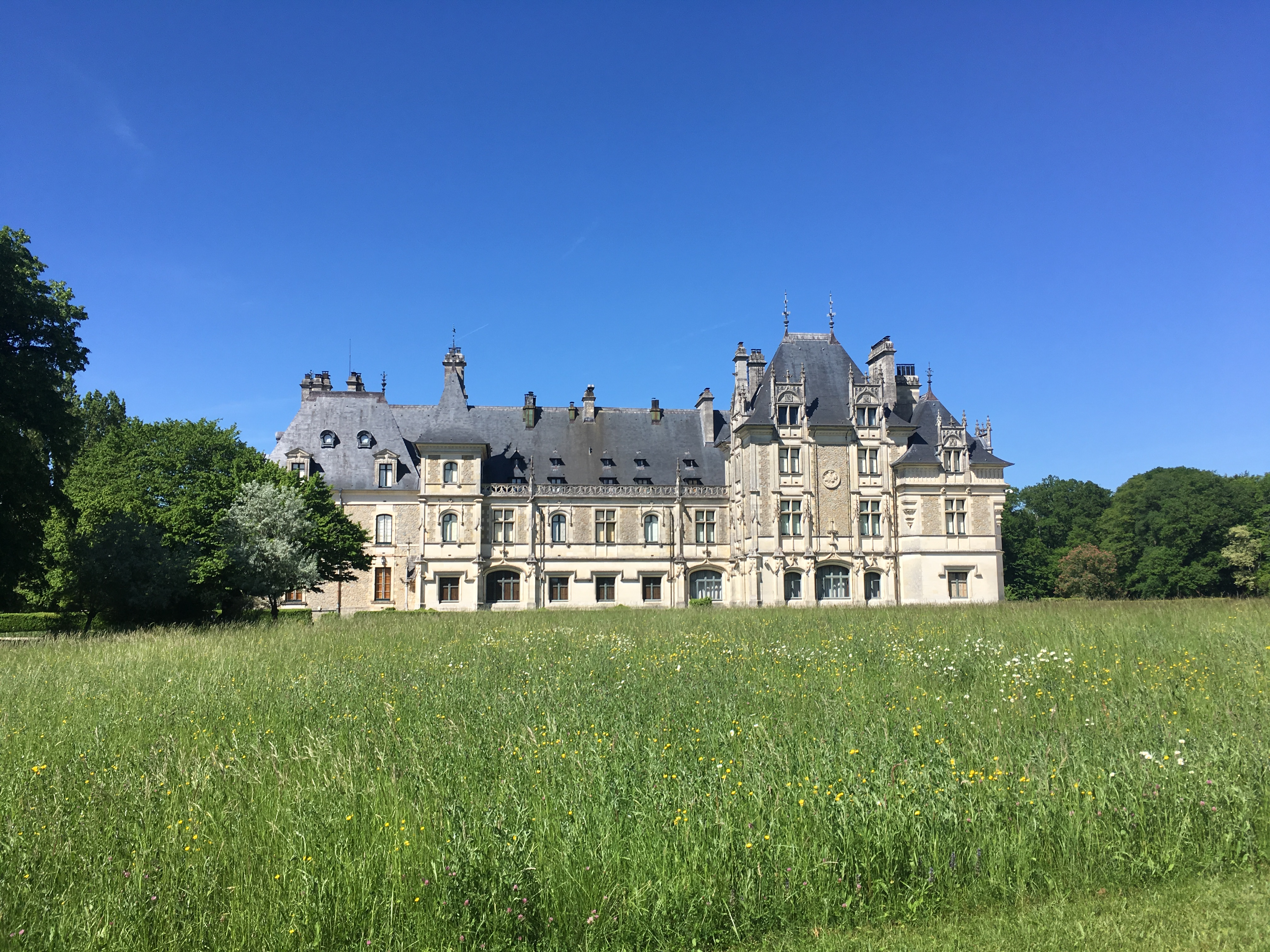
Château de Menetou-Salon

On trouve également parmi leurs possessions :
- Le château de Barbançon ;
- Le Château de Menetou-Salon, agrandi par Ernest Sanson pour le prince et la princesse Auguste d'Arenberg (1884-1890)

### Terres
- Seigneurie, puis comté (et principauté), puis duché d'Aremberg (XIIe siècle - 1803) ;
- Principauté de Chimay ;
- Duché d'Arenberg-Meppen (1803-1810) ;
- En 1652, le roi d'Espagne céda la ville de Braine-le-Comte à la maison d'Arenberg en échange de la terre de Zevenbergen, de sorte que le duc d'Arenberg en avait la seigneurie et la juridiction ainsi que sa châtellenie qui comprenait onze villages.
- Au XVIIe siècle, la famille d'Arenberg fait l'acquisition de la principauté de Rebecq, y compris les moulins, fierté de l'entité.
- Empel en Meerwijk
- Hierges ;
- Enghien.

## Armoiries
| Image | Armoiries |
| ----- | --- |
|       | Armes de la maison d'Arenberg De gueules à trois fleurs de néflier d'or, percées du champ., |
|       | Armes des princes d'Arenberg Manteaude gueules, fourré d'hermine. Timbrecouronne de prince souverain posée sur une tête de léopard ; Supportsà senestre un lion tenant un étendard chargé d'une fasce, à dextre un griffon couronné tenant un étendard chargé d'une fleur-de-lys Tenantsdeux sauvages armés de massues ; celui de dextre portant un étendard chargé de trois fleurs de lys, celui de senestre portant un étendard chargé d'un sautoir. |
|       | Armes des ducs d'Arenberg Timbrebonnet ducal du Saint-Empire ; Manteau et couronneaux armes de l’écu, doublé d’hermine, bordé, cordonné et houppé d’or, surmonté du bonnet de duc souverain, fourré de gueules, retroussé d’hermine à cinq arceaux, couverts de perles, et sommé d’un monde d’azur, cerclé et croisé d’or ; Supportsà dextre un lion couronné d’or, et à senestre un griffon couronné d’or. Le tout posé sur un manteau, surmonté du (ou bonnet) de duc souverain, fourré de gueules, retroussé d’hermine à cinq arceaux, couverts de perles, et sommé d’un monde d’azur, cerclé et croisé d’or ; Devise(la) « Christus protector meus » d’or, sur un listel de gueules." |
|       | Évrard II de La Marck ( † 1387), seigneur d'Arenberg D'or à la fasce échiqueté d'argent et de gueules de trois tires, au lion issant de gueules en chef. |
|       | Marguerite de La Marck-Arenberg (1527 † 1599), comtesse puis princière d'Arenberg. D'après le portrait ci-dessous, elle porte un parti des armes de son mari et celle de la maison de La MarckParti : au I, écartelé de Ligne et de Barbançon, au II, de La Marck. |
|       | Jean de Ligne (vers 1525 † 1568), baron de Barbançon, seigneur de la Bussière et de Gouy, comte d'Arenberg (par son épouse), chevalier de la Toison d'or (1546, brevet no 210) Écartelé de Ligne et d'argent, à trois lions de gueules, armés, lampassés et couronnés d'or (de Barbançon). |
|       | Charles d'Arenberg (22 février 1550, Vollenhove - † 18 janvier 1616, Enghien), 2e comte puis 1er prince d'Arenberg et du Saint-Empire, baron de Zewenberghes, 5e duc d'Aerschot et prince de Chimay par son mariage, chevalier de la Toison d'or (1586, brevet no 268), D'après le portrait ci-dessousÉcartelé d'Arenberg et de La Marck ; sur-le-tout, écartelé de Ligne et de Barbançon. |
|       | Philippe-Charles d'Arenberg (1587 † 1640), 3e comte et 2e prince d'Arenberg et du Saint-Empire, 6e duc d'Aerschot, chevalier de la Toison d'or (1617, brevet no 338), D'après le portrait ci-dessousDe gueules à trois fleurs de néflier d'or. |
|       | Charles d'Arenberg (22 février 1550, Vollenhove - † 18 janvier 1616, Enghien), 2e comte puis 1er prince d'Arenberg et du Saint-Empire, baron de Zewenberghes, 5e duc d'Aerschot et prince de Chimay par son mariage, chevalier de la Toison d'or (1586, brevet no 268), D'après le portrait ci-dessousÉcartelé d'Arenberg et de La Marck ; sur-le-tout, écartelé de Ligne et de Barbançon. |
|       | Philippe-Charles François d'Arenberg (10 mai 1663 † 25 août 1691 - Petrovaradin (Hongrie), des blessures reçues à la bataille de Slankamen), 3e duc d'Arenberg et du Saint-Empire, 9e duc d'Aerschot, chevalier de la Toison d'or (1685, brevet no 534). Écartelé, aux I et IV : contre-écartelé de Ligne et de Barbançon ; aux II et III de La Marck ; sur-le-tout d'Arenberg. |
|       | Louis Engelbert Marie Joseph Augustin d'Arenberg (3 août 1750 - Bruxelles ✝ 7 mars 1820 - Bruxelles), sénateur (20 mai 1806), comte « Daremberg » et de l'Empire (lettres patentes du 26 avril 1808, Bayonne), légionnaire, puis officier de la Légion d'honneur, grand officier[réf. nécessaire] de l’ordre de la Réunion, Franc-quartier de sénateur premier quartier du Sénat avec bordure de sinople ; deuxième d'or, troisième d'or, chargé d'une fasce échiquetée d'argent et de gueules, le gueules à trois fleurs de néfliers d'or, deux et une., - Livrées : gris, verdâtre, écarlate et blanc.                                                                                  |
|       | Princes de Chimay de la maison d'Arenberg Écartelé : aux 1 et 4, de Croÿ ; aux 2 et 3, contre-écartelé : aux a et d, de France ; aux b et c, d'Albret ; sur le tout du contre-écartelé, de Bretagne ; sur le tout de l’écartelé, d'Arenberg. |

Les armoiries des Arenberg ont inspiré celles de quelques localités, en Allemagne, en Belgique et en France :

Arrondissement d'Euskirchen, Rhénanie-du-Nord-Westphalie (Allemagne)
Fleringen, Rhénanie-Palatinat (Allemagne)
Lummen, province de Limbourg (Belgique)
Lummen, anciennes armoiries du chef-lieu de la commune
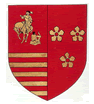
Herck-la-Ville, province de Limbourg (Belgique)
Drogenbos, province du Brabant flamand (Belgique)
Montaigu-Zichem, province du Brabant flamand (Belgique)
Avesnelles, Nord (France)

## Galerie de portraits

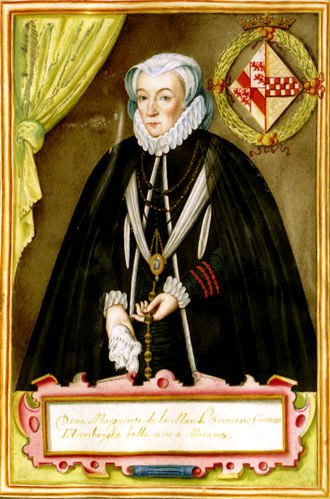
Marguerite de La Marck-Arenberg (1527 † 1598), comtesse puis princesse d'Arenberg.
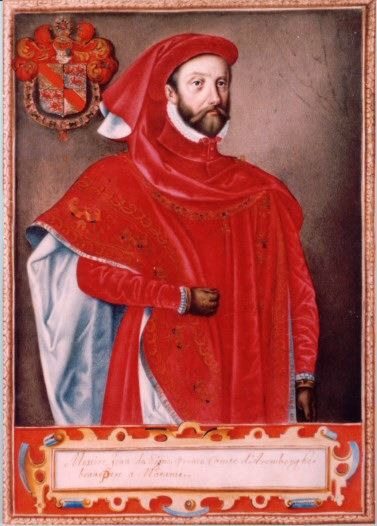
Jean de Ligne (1525 † 1568), baron de Barbançon, comte d'Arenberg.
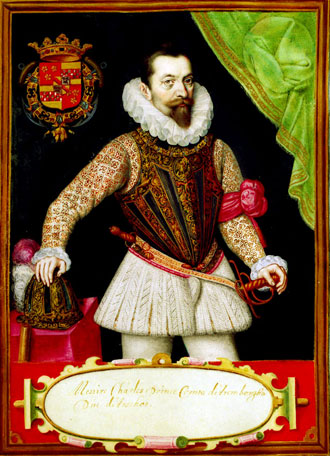
Charles (1550 † 1616), fils des précédents, comte puis 1er prince d'Arenberg et du Saint-Empire.
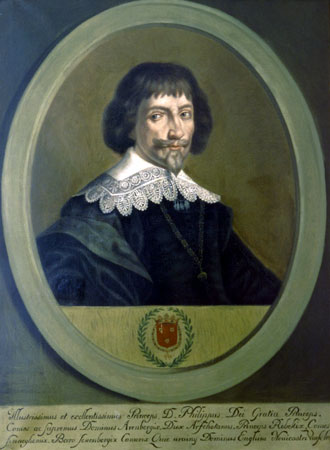
Philippe-Charles (1587 † 1640), fils du précédent, comte et 2e prince d'Arenberg et du Saint-Empire, 6e duc d'Aerschot.
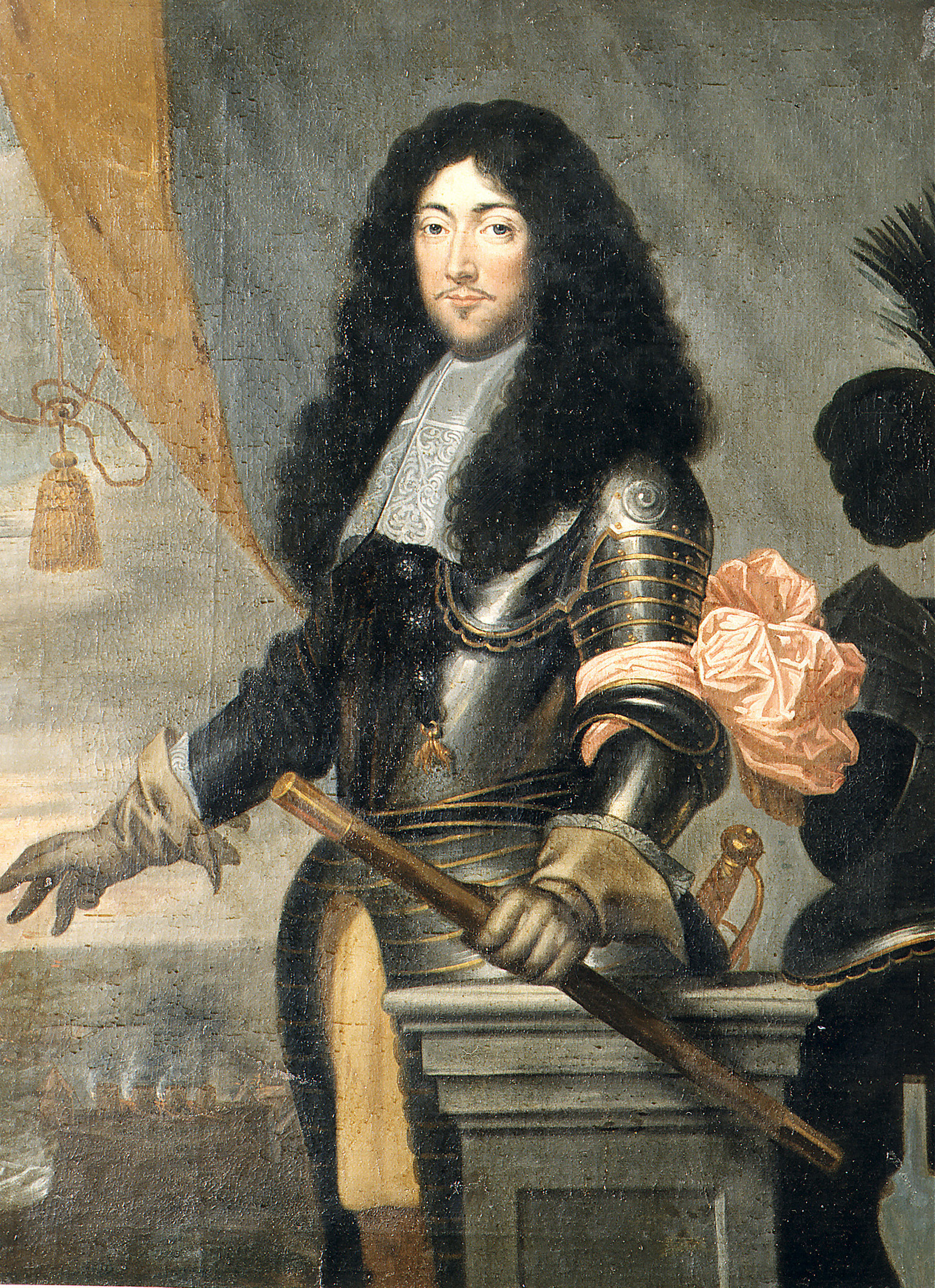
Philippe-François (1625 † 1674), fils du précédent, 4e comte, 3e prince d'Arenberg et du Saint-Empire, 7e duc d'Aerschot, puis 1er duc d'Arenberg, chevalier de la Toison d'or (1646, brevet no 413).
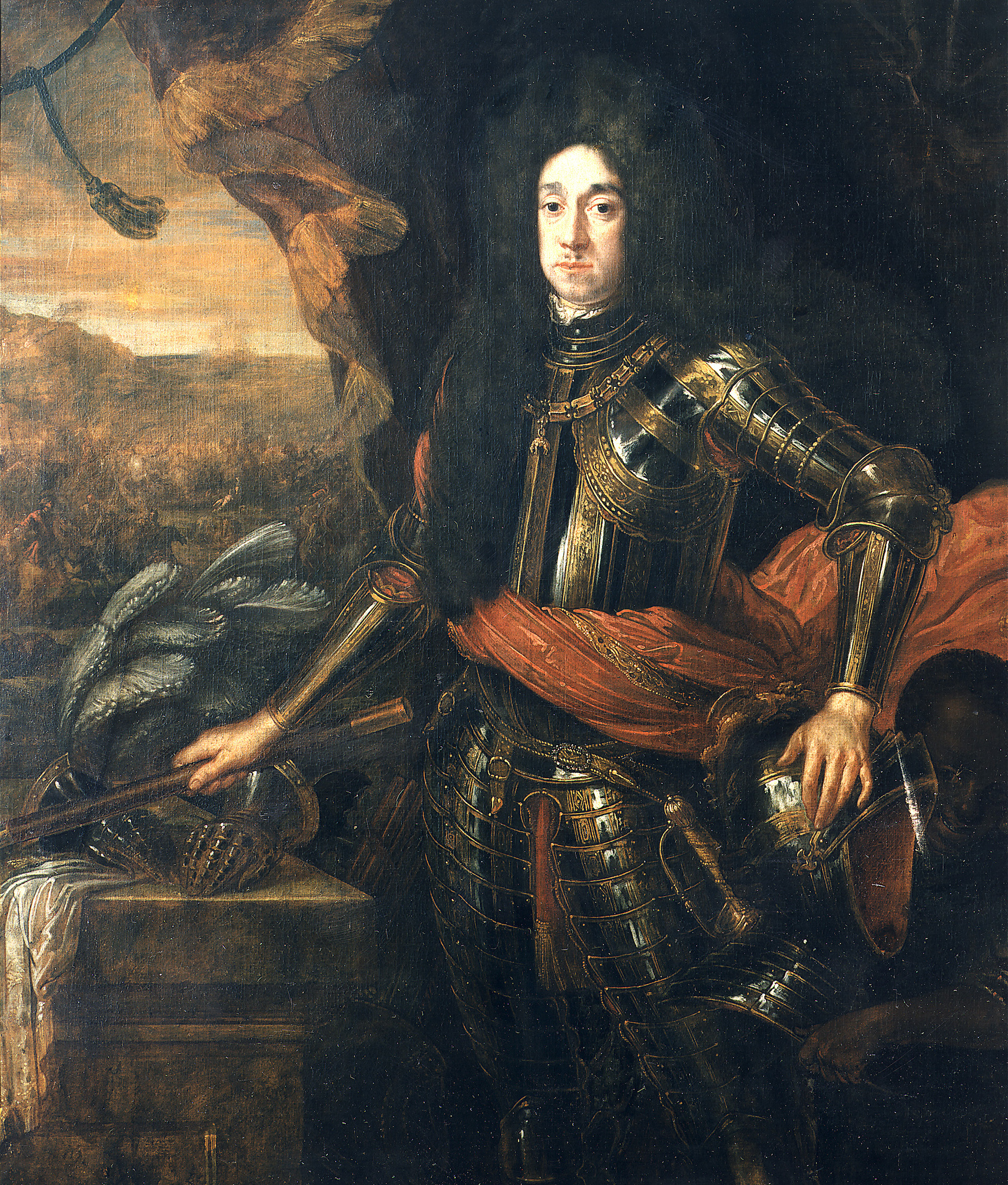
Charles-Eugène (1633 † 1681), demi-frère du précédent, 2e duc d'Arenberg et du Saint-Empire, 8e duc d'Aerschot, chevalier de la Toison d'or (1678, brevet no 517).
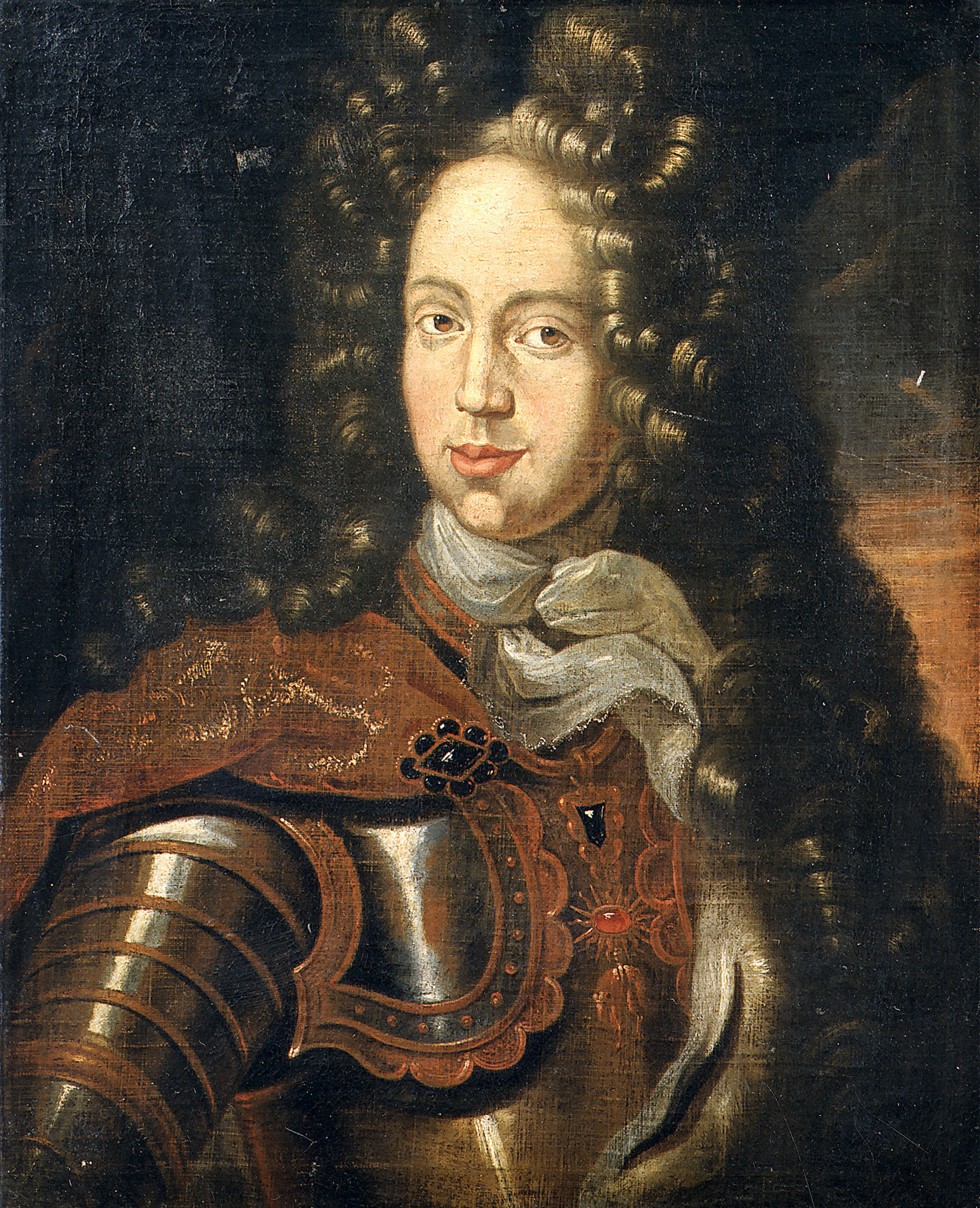
Philippe-Charles François (1663 † 1691), fils du précédent, 3e duc d'Arenberg et du Saint-Empire, 9e duc d'Aerschot.
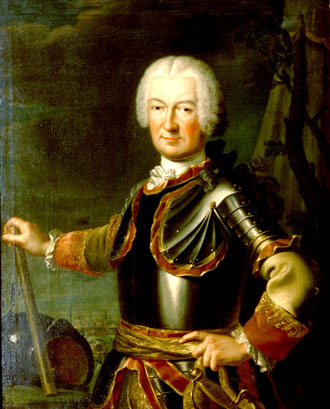
Léopold-Philippe (1690 † 1754), fils du précédent, 4e duc d'Arenberg, 10e duc d'Arschot, chevalier de la Toison d'or (1700, brevet no 612).
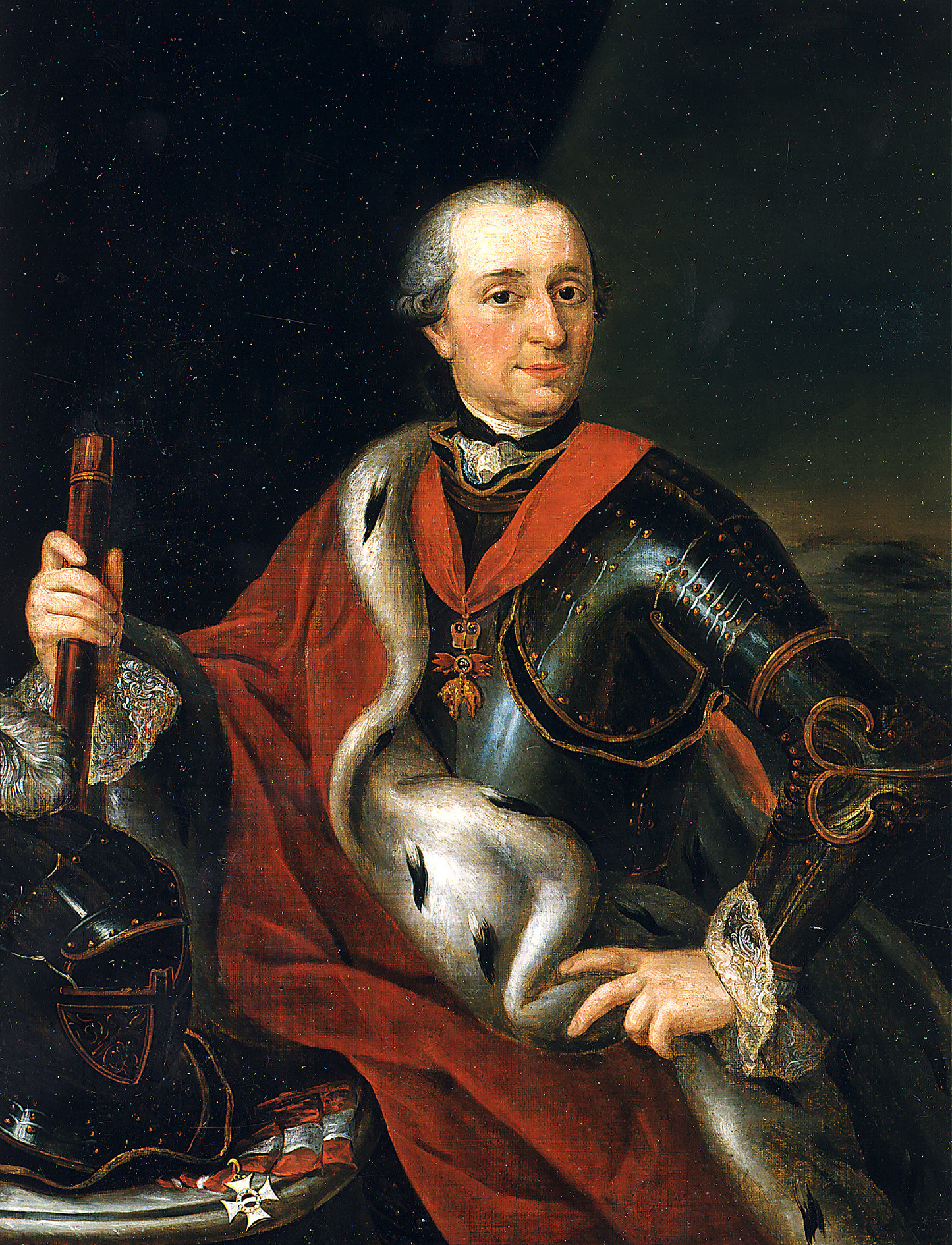
Charles Marie Raymond (1721 † 1778), fils du précédent, 5e duc d'Arenberg, 11e duc d'Arschot, chevalier de la Toison d'or (1757), Grand'croix de l’Ordre de Marie-Thérèse.
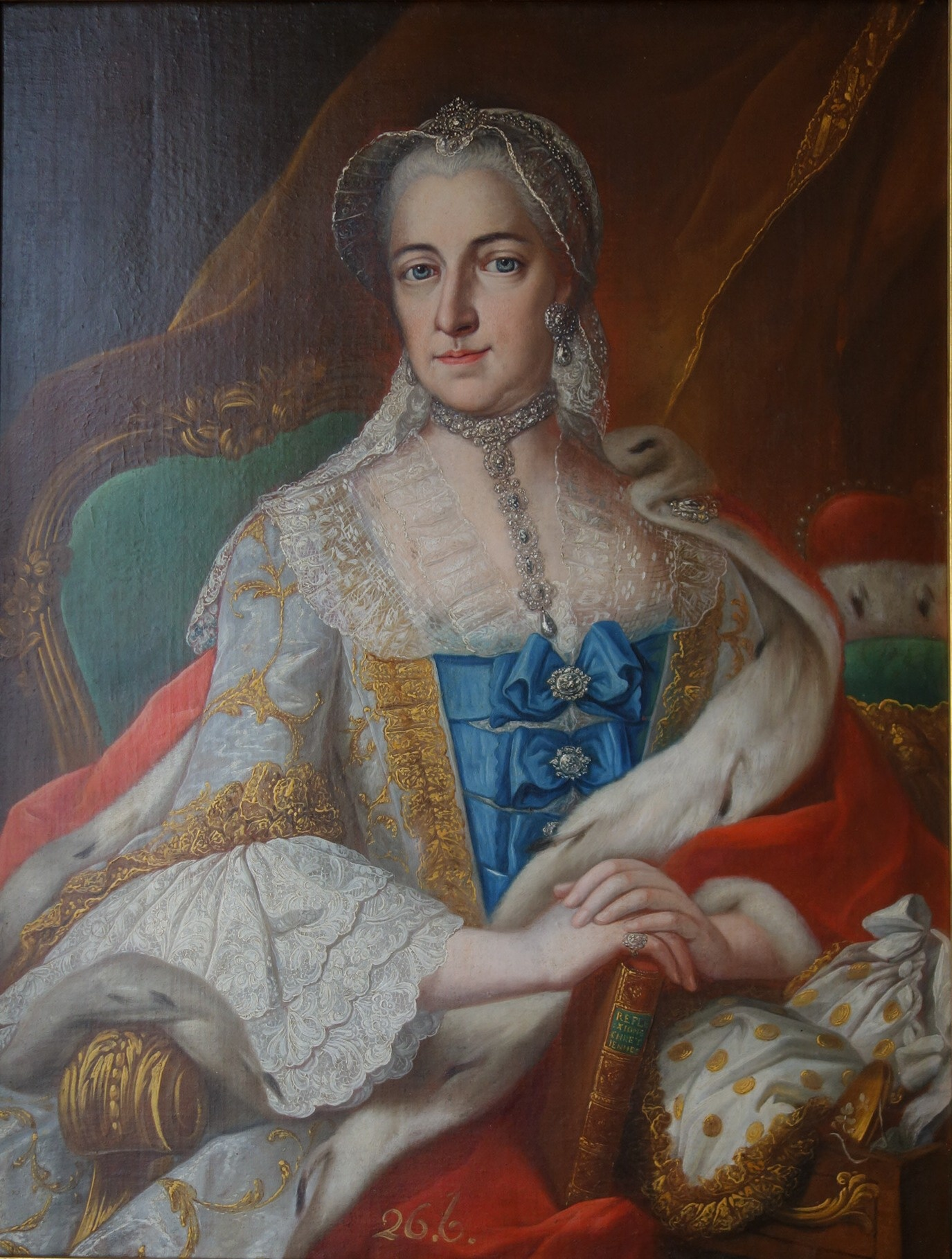
Marie Victoire d'Arenberg (1714 † 1793), sœur du précédent, margravine de Baden-Baden, comme consort d'Auguste-Georges de Bade-Bade.
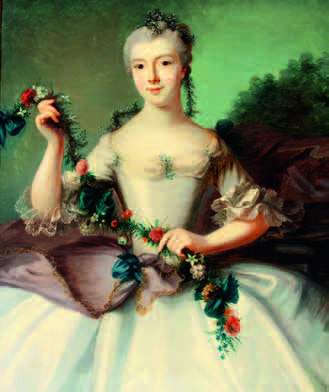
Marie Flore (25 juin 1752 - Bruxelles † 15 avril 1832 - Bruxelles), princesse d'Arenberg, épouse de Wolfgang-Guillaume, 3e duc d'Ursel
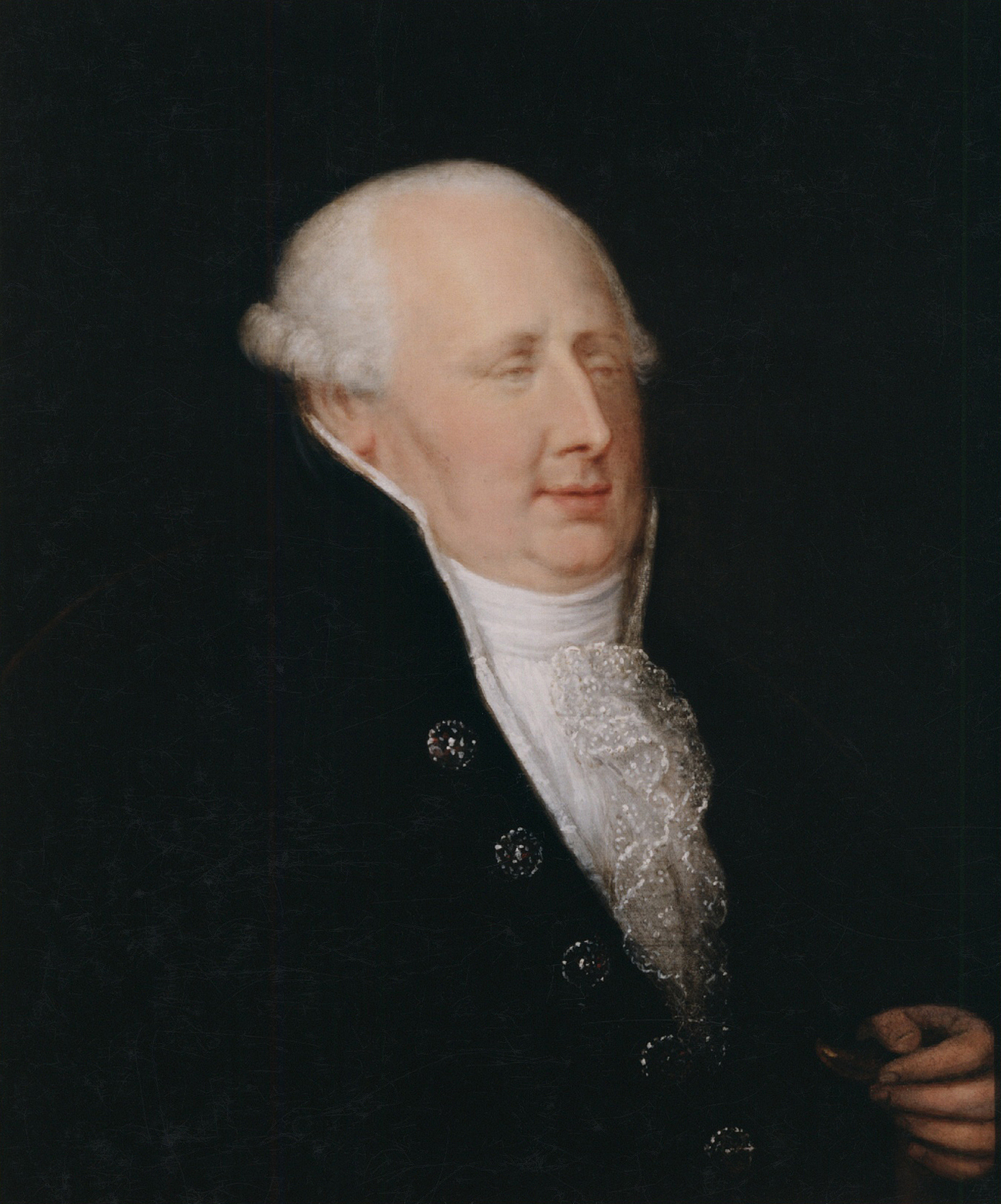
Louis-Engelbert (1750 † 1820), fils de Charles Marie Raymond, 6e duc d'Arenberg, duc d'Aerschot, duc de Meppen (Allemagne), prince de Recklinghausen, comte d'Arenberg et de l'Empire (1808).
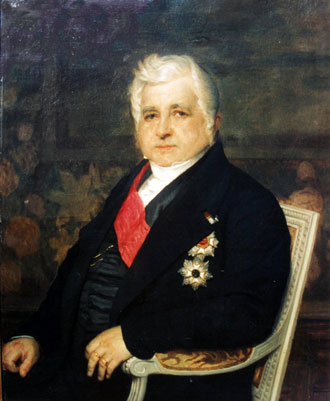
Prosper-Louis (1785 † 1861), fils du précédent, 7e prince et, Duc (allemand) d'Arenberg, 13e Duc d'Aerschot, 2e Duc de Meppen, 2e prince de Recklinghausen.
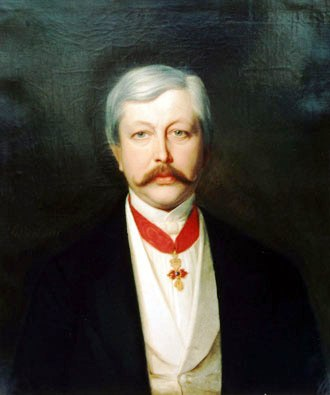
Engelbert-Auguste (1824 † 1875), fils du précédent, 8e Prince et, Duc (allemand) d'Arenberg, 14e Duc d'Aerschot, 3e Duc de Meppen, 3e prince de Recklinghausen
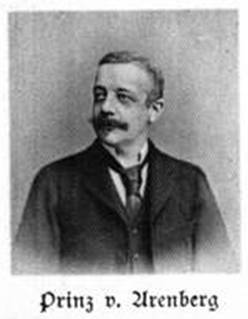
Franz von Arenberg (29 septembre 1849 - Héverlé † 25 mars 1907 - Château Pesch (de), Hongrie), diplomate, député au Reichstag.